# Mã hóa video hiệu quả cao
Mã hóa video hiệu quả cao (HEVC), còn được gọi là H.265 và MPEG-H Phần 2, là một tiêu chuẩn nén video, được thiết kế như một sự kế thừa cho AVC (H.264 hoặc MPEG-4 Phần 10) được sử dụng rộng rãi. So với AVC, HEVC cung cấp khả năng nén dữ liệu tốt hơn từ 25% đến 50% ở cùng mức chất lượng video hoặc chất lượng video được cải thiện đáng kể ở cùng tốc độ bit. Nó hỗ trợ độ phân giải lên tới 8192 × 4320, bao gồm 8K UHD và không giống như AVC 8 bit chủ yếu, cấu hình Main10 độ trung thực cao hơn của HEVC đã được tích hợp vào gần như tất cả các phần cứng hỗ trợ. HEVC đang cạnh tranh với định dạng mã hóa AV1 để chuẩn hóa bởi nhóm làm việc tiêu chuẩn video NetVC của Lực lượng đặc nhiệm kỹ thuật Internet (IETF).

## Khái niệm
Trong hầu hết trường hợp, HEVC là phần mở rộng của các khái niệm trong H.264 / MPEG-4 AVC. Cả hai đều hoạt động bằng cách so sánh các phần khác nhau của một khung hình video để tìm các khu vực dư thừa, cả trong một khung hình duy nhất và giữa các khung hình liên tiếp. Các khu vực dư thừa này sau đó được thay thế bằng một mô tả ngắn thay vì các pixel gốc. Những thay đổi chính cho HEVC bao gồm mở rộng vùng so sánh mẫu và vùng mã hóa khác biệt từ 16 × 16 pixel thành kích thước lên đến 64 × 64, phân đoạn kích thước khối biến đổi được cải thiện, dự đoán "bên trong" được cải thiện trong cùng một hình ảnh, được cải thiện dự đoán véc tơ chuyển động và hợp nhất vùng chuyển động, lọc bù chuyển động được cải thiện và bước lọc bổ sung được gọi là lọc bù thích ứng mẫu. Việc sử dụng hiệu quả những cải tiến này đòi hỏi khả năng xử lý tín hiệu nhiều hơn để nén video, nhưng ít ảnh hưởng đến lượng tính toán cần thiết cho việc giải nén.
HEVC được phát triển bởi Nhóm hợp tác chung về mã hóa video (JCT-VC), một sự hợp tác giữa ISO / IEC MPEG và ITU-T VCEG. Nhóm ISO / IEC gọi nó là MPEG-H Phần 2 và ITU-T là H.265. Phiên bản đầu tiên của tiêu chuẩn HEVC đã được phê chuẩn vào tháng 1 năm 2013 và được công bố vào tháng 6 năm 2013. Phiên bản thứ hai, với các phần mở rộng nhiều chiều (MV-HEVC), phần mở rộng phạm vi (RExt) và phần mở rộng khả năng mở rộng (SHVC), đã được hoàn thành và phê duyệt vào năm 2014 và được phát hành vào đầu năm 2015. Các tiện ích mở rộng cho video 3D (3D-HEVC) đã được hoàn thành vào đầu năm 2015 và các tiện ích mở rộng cho mã hóa nội dung màn hình (SCC) đã được hoàn thành vào đầu năm 2016 và được phát hành vào đầu năm 2017, bao gồm video chứa đồ họa, văn bản hoặc hoạt hình cũng như (hoặc thay vì) cảnh quay video được quay bằng camera. Vào tháng 10 năm 2017, tiêu chuẩn đã được công nhận bởi Primetime Emmy Engineering Award vì đã có ảnh hưởng mạnh đến công nghệ truyền hình.
HEVC chứa các công nghệ được bảo vệ bởi các bằng sáng chế thuộc sở hữu của các tổ chức tham gia JCT-VC. Việc triển khai một thiết bị hoặc ứng dụng phần mềm sử dụng HEVC có thể cần phải có giấy phép từ chủ sở hữu bằng sáng chế HEVC. ISO / IEC và ITU yêu cầu các công ty thuộc tổ chức của họ cung cấp bằng sáng chế của họ về các điều khoản cấp phép hợp lý và không phân biệt đối xử (RAND). Giấy phép bằng sáng chế có thể được lấy trực tiếp từ mỗi chủ sở hữu bằng sáng chế hoặc thông qua các cơ quan cấp phép bằng sáng chế, chẳng hạn như MPEG LA, HEVC Advance và Velos Media. Lệ phí cấp phép kết hợp hiện được cung cấp bởi tất cả các cơ quan cấp phép bằng sáng chế cao hơn so với AVC. Lệ phí cấp phép là một trong những lý do chính khiến việc áp dụng HEVC thấp trên web và là lý do tại sao một số công ty công nghệ lớn nhất (Amazon, AMD, Apple, ARM, Cisco, Google, Intel, Microsoft, Mozilla, Netflix, Nvidia, và thêm nữa) đã gia nhập Liên minh Truyền thông mở, nhằm hoàn thiện định dạng mã hóa video thay thế miễn phí bản quyền AV1 vào cuối năm 2017. Một phiên bản ban đầu của đặc tả AV1 cuối cùng đã được phát hành vào ngày 28 tháng 3 năm 2018.

## Lịch sử

### Công việc trước khi bắt đầu
Năm 2004, Nhóm chuyên gia mã hóa video ITU-T (VCEG) đã bắt đầu một nghiên cứu lớn về những tiến bộ công nghệ có thể cho phép tạo ra một tiêu chuẩn nén video mới (hoặc cải tiến đáng kể theo định hướng nén của chuẩn H.264 / MPEG-4. Vào tháng 10 năm 2004, các kỹ thuật khác nhau để tăng cường tiềm năng của chuẩn AVC H.264 / MPEG-4 đã được khảo sát. Vào tháng 1 năm 2005, tại cuộc họp tiếp theo của VCEG, VCEG đã bắt đầu chỉ định một số chủ đề nhất định là "Khu vực kỹ thuật chính" (KTA) để điều tra thêm. Một cơ sở mã phần mềm được gọi là cơ sở mã KTA được thành lập để đánh giá các đề xuất đó. Phần mềm KTA dựa trên phần mềm tham chiếu Mô hình chung (JM) được phát triển bởi Nhóm video chung MPEG & VCEG cho H.264 / MPEG-4 AVC. Các công nghệ đề xuất bổ sung đã được tích hợp vào phần mềm KTA và được thử nghiệm trong các đánh giá thử nghiệm trong bốn năm tới.   MPEG và VCEG đã thành lập Nhóm hợp tác chung về mã hóa video (JCT-VC) để phát triển tiêu chuẩn HEVC.  
Hai cách tiếp cận để chuẩn hóa công nghệ nén nâng cao đã được xem xét: hoặc tạo ra một tiêu chuẩn mới hoặc tạo các phần mở rộng của H.264 / MPEG-4 AVC. Dự án có tên dự kiến H.265 và H.NGVC (Mã hóa video thế hệ tiếp theo) và là một phần chính trong công việc của VCEG cho đến khi phát triển thành dự án chung HEVC với MPEG vào năm 2010 
Yêu cầu ban đầu đối với NGVC là khả năng giảm tốc độ bit xuống 50% với cùng chất lượng hình ảnh chủ quan so với H.264 / MPEG-4 AVC Cấu hình cao và độ phức tạp tính toán từ 1/2 đến 3 lần cho Cấu hình cao. NGVC có thể cung cấp giảm tốc độ bit 25% cùng với giảm 50% độ phức tạp ở cùng chất lượng video được nhận biết ở cấu hình Cao hoặc để giảm tốc độ bit lớn hơn với độ phức tạp cao hơn một chút.
Nhóm chuyên gia hình ảnh chuyển động ISO / IEC (MPEG) đã bắt đầu một dự án tương tự vào năm 2007, được đặt tên dự kiến là Mã hóa video hiệu suất cao. Một thỏa thuận về việc giảm tỷ lệ bit 50% đã được quyết định là mục tiêu của dự án vào tháng 7 năm 2007  Đánh giá ban đầu được thực hiện với các sửa đổi của bộ mã hóa phần mềm tham chiếu KTA do VCEG phát triển. Đến tháng 7 năm 2009, kết quả thử nghiệm cho thấy mức giảm bit trung bình khoảng 20% so với Hồ sơ cao AVC; những kết quả này đã thúc đẩy MPEG bắt đầu nỗ lực tiêu chuẩn hóa của nó phối hợp với VCEG.

### Tiêu chuẩn hóa
Một cuộc gọi chung cho các đề xuất về công nghệ nén video đã được ban hành vào tháng 1 năm 2010 bởi VCEG và MPEG, và các đề xuất đã được đánh giá tại cuộc họp đầu tiên của Nhóm hợp tác chung MPEG & VCEG về Mã hóa video (JCT-VC), diễn ra vào tháng 4 Năm 2010, tổng cộng có 27 đề xuất đầy đủ. Các đánh giá cho thấy rằng một số đề xuất có thể đạt chất lượng hình ảnh tương tự như AVC với tốc độ chỉ bằng một nửa trong nhiều trường hợp thử nghiệm, với chi phí tăng 2 - 10 × độ phức tạp tính toán và một số đề xuất đạt được tốt chất lượng chủ quan và kết quả tốc độ bit với độ phức tạp tính toán thấp hơn so với mã hóa cấu hình cao AVC tham chiếu. Tại cuộc họp đó, tên Mã hóa video hiệu quả cao (HEVC) đã được thông qua cho dự án chung.  Bắt đầu từ cuộc họp đó, các tính năng tích hợp JCT-VC của một số đề xuất tốt nhất vào một cơ sở mã phần mềm duy nhất và "Mô hình thử nghiệm được xem xét" và thực hiện các thử nghiệm tiếp theo để đánh giá các tính năng được đề xuất khác nhau.  Đặc tả dự thảo hoạt động đầu tiên của HEVC được sản xuất tại cuộc họp JCT-VC lần thứ ba vào tháng 10 năm 2010. Nhiều thay đổi trong công cụ mã hóa và cấu hình của HEVC đã được thực hiện trong các cuộc họp JCT-VC sau này.
Vào ngày 25 tháng 1 năm 2013, ITU đã thông báo rằng HEVC đã nhận được phê duyệt giai đoạn đầu (sự đồng ý) trong Quy trình phê duyệt thay thế (AAP) của ITU-T. Cùng ngày, MPEG thông báo rằng HEVC đã được thăng cấp lên trạng thái Tiêu chuẩn quốc tế cuối cùng (FDIS) trong quy trình tiêu chuẩn hóa MPEG.
Vào ngày 13 tháng 4 năm 2013, HEVC / H.265 đã được phê duyệt là tiêu chuẩn ITU-T. Tiêu chuẩn được ITU-T chính thức công bố vào ngày 7 tháng 6 năm 2013 và bởi ISO / IEC vào ngày 25 tháng 11 năm 2013. 
Vào ngày 11 tháng 7 năm 2014, MPEG đã thông báo rằng phiên bản thứ hai của HEVC sẽ chứa ba tiện ích mở rộng đã hoàn thành gần đây là tiện ích mở rộng đa biến (MV-HEVC), tiện ích mở rộng phạm vi (RExt) và tiện ích mở rộng khả năng mở rộng (SHVC).
Vào ngày 29 tháng 10 năm 2014, HEVC / H.265 phiên bản 2 đã được phê duyệt là tiêu chuẩn ITU-T. Sau đó, nó được chính thức xuất bản vào ngày 12 tháng 1 năm 2015.
Vào ngày 29 tháng 4 năm 2015, HEVC / H.265 phiên bản 3 đã được phê duyệt là tiêu chuẩn ITU-T.
Vào ngày 3 tháng 6 năm 2016, HEVC / H.265 phiên bản 4 đã được đồng ý trong ITU-T và không được chấp thuận trong cuộc bỏ phiếu vào tháng 10 năm 2016.
Vào ngày 22 tháng 12 năm 2016, HEVC / H.265 phiên bản 4 đã được phê duyệt là tiêu chuẩn ITU-T.

### Cấp bằng sáng chế
Vào ngày 29 tháng 9 năm 2014, MPEG LA đã công bố giấy phép HEVC của họ bao gồm các bằng sáng chế thiết yếu từ 23 công ty. 100.000 "thiết bị" đầu tiên (bao gồm triển khai phần mềm) là miễn phí bản quyền và sau đó, mức phí là 0,20 đô la cho mỗi thiết bị lên đến giới hạn hàng năm là 25 triệu đô la. Điều này đắt hơn đáng kể so với phí trên AVC, là 0,10 đô la cho mỗi thiết bị, với cùng mức miễn 100.000, và mức trần hàng năm là 6,5 triệu đô la. MPEG LA không thu bất kỳ khoản phí nào đối với chính nội dung đó, điều mà họ đã cố gắng khi cấp phép AVC ban đầu, nhưng sau đó đã giảm khi các nhà sản xuất nội dung từ chối trả tiền. Giấy phép đã được mở rộng để bao gồm các cấu hình trong phiên bản 2 của tiêu chuẩn HEVC.
Khi các điều khoản MPEG LA được công bố, các nhà bình luận lưu ý rằng một số người chơi nổi bật không thuộc nhóm. Trong số này có AT & T, Microsoft, Nokia và Motorola. Đầu cơ tại thời điểm đó là các công ty này sẽ thành lập nhóm cấp phép của riêng họ để cạnh tranh hoặc thêm vào nhóm MPEG LA. Một nhóm như vậy đã chính thức được công bố vào ngày 26 tháng 3 năm 2015 với tên HEVC Advance. Các điều khoản, bao gồm 500 bằng sáng chế thiết yếu, đã được công bố vào ngày 22 tháng 7 năm 2015, với mức giá phụ thuộc vào quốc gia bán, loại thiết bị, hồ sơ HEVC, tiện ích mở rộng HEVC và các tính năng tùy chọn HEVC. Không giống như các điều khoản MPEG LA, HEVC Advance giới thiệu lại phí giấy phép đối với nội dung được mã hóa bằng HEVC, thông qua phí chia sẻ doanh thu.
Giấy phép HEVC Advance ban đầu có tỷ lệ nhuận bút tối đa 2,60 USD mỗi thiết bị cho các quốc gia trong Vùng 1 và tỷ lệ nhuận bút nội dung là 0,5% doanh thu được tạo từ các dịch vụ video HEVC. Các quốc gia thuộc Vùng 1 trong giấy phép HEVC Advance bao gồm Hoa Kỳ, Canada, Liên minh Châu Âu, Nhật Bản, Hàn Quốc, Úc, New Zealand và các quốc gia khác. Các quốc gia thuộc Vùng 2 là các quốc gia không được liệt kê trong danh sách quốc gia của Vùng 1. Giấy phép HEVC Advance có tỷ lệ nhuận bút tối đa US $ 1,30 mỗi thiết bị cho các quốc gia thuộc Vùng 2. Không giống như MPEG LA, không có giới hạn hàng năm. Trên hết, HEVC Advance cũng tính mức phí bản quyền 0,5% doanh thu được tạo từ nội dung mã hóa dịch vụ video trong HEVC.
Khi chúng được công bố, đã có phản ứng dữ dội từ các nhà quan sát trong ngành về mức phí "vô lý và tham lam" trên các thiết bị, gấp khoảng bảy lần so với phí của MPEG LA. Được cộng lại, một thiết bị sẽ yêu cầu giấy phép có giá 2,80 đô la, đắt gấp hai mươi tám lần so với AVC, cũng như phí giấy phép cho nội dung. Điều này dẫn đến việc kêu gọi "chủ sở hữu nội dung [kết nối] với nhau và đồng ý không cấp phép từ HEVC Advance". Những người khác cho rằng tỷ lệ có thể khiến các công ty chuyển sang các tiêu chuẩn cạnh tranh như Daala và VP9.
Vào ngày 18 tháng 12 năm 2015, HEVC Advance đã thông báo thay đổi về thuế suất bản quyền. Những thay đổi bao gồm giảm tỷ lệ nhuận bút tối đa cho các quốc gia trong Vùng 1 xuống còn 2,03 USD mỗi thiết bị, tạo mũ hoàng gia hàng năm và miễn trừ tiền bản quyền cho nội dung miễn phí cho người dùng cuối. Giới hạn tiền bản quyền hàng năm cho một công ty là 40 triệu đô la Mỹ cho các thiết bị, 5 triệu đô la Mỹ cho nội dung và 2 triệu đô la Mỹ cho các tính năng tùy chọn.
Vào ngày 3 tháng 2 năm 2016, Techncolor SA tuyên bố rằng họ đã rút khỏi nhóm bằng sáng chế HEVC Advance  và sẽ trực tiếp cấp phép bằng sáng chế HEVC của họ.
Vào ngày 22 tháng 11 năm 2016, HEVC Advance đã công bố một sáng kiến lớn, sửa đổi chính sách của họ để cho phép triển khai phần mềm HEVC được phân phối trực tiếp cho các thiết bị di động tiêu dùng và máy tính cá nhân miễn phí, mà không cần giấy phép bằng sáng chế.
Vào ngày 31 tháng 3 năm 2017, Velos Media đã công bố giấy phép HEVC của họ bao gồm các bằng sáng chế thiết yếu từ Ericsson, Panasonic, Qualcomm Incorporated, Sharp và Sony.
Danh sách bằng sáng chế MPEG LA HEVC dài 145 trang.

### Phiên bản
Các phiên bản của tiêu chuẩn HEVC / H.265 sử dụng ngày phê duyệt ITU-T.
- Phiên bản 1: (ngày 13 tháng 4 năm 2013) Phiên bản được phê duyệt đầu tiên của tiêu chuẩn HEVC / H.265 có chứa các cấu hình Main, Main10 và Main Still Picture.[31][32][33]
- Phiên bản 2: (ngày 29 tháng 10 năm 2014) Phiên bản được phê duyệt thứ hai của tiêu chuẩn HEVC / H.265 có thêm 21 cấu hình tiện ích mở rộng phạm vi, hai cấu hình tiện ích mở rộng có thể mở rộng và một cấu hình tiện ích mở rộng nhiều chế độ xem.[35][36][37]
- Phiên bản 3: (ngày 29 tháng 4 năm 2015) Phiên bản được phê duyệt thứ ba của tiêu chuẩn HEVC / H.265 có thêm cấu hình Chính 3D.[38][39][40]
- Phiên bản 4: (ngày 22 tháng 12 năm 2016) Phiên bản thứ tư được phê chuẩn của tiêu chuẩn HEVC / H.265 có thêm bảy cấu hình mở rộng mã hóa nội dung màn hình, ba cấu hình tiện ích mở rộng thông lượng cao và bốn cấu hình tiện ích mở rộng có thể mở rộng.[43][44][60]

### Triển khai và sản phẩm

#### 2012
Vào ngày 29 tháng 2 năm 2012, tại Đại hội Thế giới Di động 2012, Qualcomm đã trình diễn bộ giải mã HEVC chạy trên máy tính bảng Android, với bộ xử lý lõi kép Qualcomm Snapdragon S4 chạy ở mức 1,5   GHz, hiển thị các phiên bản H.264 / MPEG-4 AVC và HEVC của cùng một nội dung video phát cạnh nhau. Trong phần trình diễn này, HEVC được báo cáo cho thấy giảm gần 50% tốc độ bit so với H.264 / MPEG-4 AVC.

#### 2013
Vào ngày 11 tháng 2 năm 2013, các nhà nghiên cứu từ MIT đã trình diễn bộ giải mã HEVC ASIC được công bố đầu tiên trên thế giới tại Hội nghị Mạch điện tử thể rắn quốc tế (ISSCC) 2013. Con chip của họ có khả năng giải mã 3840 × 2160p ở luồng video 30 khung hình / giây trong thời gian thực tiêu thụ dưới 0,1W năng lượng.
Vào ngày 3 tháng 4 năm 2013, Ateme đã thông báo về việc triển khai nguồn mở phần mềm HEVC đầu tiên dựa trên bộ giải mã OpenHEVC và trình phát video GPAC được cấp phép theo LGPL. Bộ giải mã OpenHEVC hỗ trợ cấu hình chính của HEVC và có thể giải mã 1080p ở video 30 khung hình / giây bằng CPU lõi đơn. Bộ chuyển mã trực tiếp hỗ trợ HEVC và được sử dụng kết hợp với trình phát video GPAC đã được hiển thị tại gian hàng ATEME tại NAB Show vào tháng 4 năm 2013.
Vào ngày 23 tháng 7 năm 2013, MulticoreWare đã công bố và cung cấp mã nguồn cho Thư viện mã hóa HEVC x265 theo giấy phép GPL v2.
Vào ngày 8 tháng 8 năm 2013, Điện thoại và Điện thoại Nippon đã công bố phát hành bộ mã hóa phần mềm SDK HEVC-1000 hỗ trợ cấu hình Main 10, độ phân giải lên tới 7680 × 4320 và tốc độ khung hình lên tới 120 khung hình / giây.
Vào ngày 14 tháng 11 năm 2013, các nhà phát triển DivX đã công bố thông tin về hiệu suất giải mã HEVC sử dụng CPU Intel i7 ở mức 3,5   GHz với 4 nhân và 8 luồng. Bộ giải mã DivX 10.1 Beta có khả năng 210,9 khung hình / giây ở 720p, 101,5 khung hình / giây ở 1080p và 29,6 hình / giây ở 4K.
Vào ngày 18 tháng 12 năm 2013, ViXS Systems đã công bố các lô hàng XCode của họ (không bị nhầm lẫn với Xcode IDE cho MacOS của Apple) 6400 SoC, là SoC đầu tiên hỗ trợ cấu hình chính của HEVC 10.

#### 2014
Vào ngày 5 tháng 4 năm 2014, tại triển lãm NAB, eBrisk Video, Inc. và Altera Corporation đã trình diễn một bộ mã hóa HEVC Main10 được tăng tốc đồ họa mã hóa video 4Kp60 / 10 bit trong thời gian thực, sử dụng một Xeon E5-2697-v2 nền tảng.
Vào ngày 13 tháng 8 năm 2014, Ittiam Systems thông báo về sự sẵn có của codec H.265 / HEVC thế hệ thứ ba với sự hỗ trợ 12-bit 4: 2: 2.
Vào ngày 5 tháng 9 năm 2014, Hiệp hội Đĩa Blu-ray đã thông báo rằng thông số kỹ thuật Đĩa Blu-ray 4K sẽ hỗ trợ video 4K được mã hóa HEVC ở tốc độ 60 khung hình / giây, Rec. Không gian màu 2020, dải động cao (PQ và HLG) và độ sâu màu 10 bit. Đĩa Blu-ray 4K có tốc độ dữ liệu ít nhất 50 Mbit / s và dung lượng đĩa lên tới 100 GB. Đĩa và đầu phát Blu-ray 4K đã có sẵn để mua vào năm 2015 hoặc 2016.
Vào ngày 9 tháng 9 năm 2014, Apple đã công bố iPhone 6 và iPhone 6 Plus hỗ trợ HEVC / H.265 cho FaceTime qua di động.
Vào ngày 18 tháng 9 năm 2014, Nvidia đã phát hành GeForce GTX 980 (GM204) và GTX 970 (GM204), bao gồm Nvidia NVENC, bộ mã hóa phần cứng HEVC đầu tiên trên thế giới trong một card đồ họa rời.
Vào ngày 31 tháng 10 năm 2014, Microsoft đã xác nhận rằng Windows 10 sẽ hỗ trợ HEVC ra khỏi hộp, theo tuyên bố từ Gabriel Aul, lãnh đạo Nhóm Dữ liệu và Nguyên tắc cơ bản của Tập đoàn Hệ điều hành Microsoft. Windows 10 Technical Preview Build 9860 đã thêm hỗ trợ cấp độ nền tảng cho HEVC và Matroska.
Vào ngày 3 tháng 11 năm 2014, Android Lollipop đã được phát hành với khả năng hỗ trợ HEVC ngoài phần mềm của Ittiam Systems.

#### 2015
Vào ngày 5 tháng 1 năm 2015, ViXS Systems đã công bố XCode 6800, đây là SoC đầu tiên hỗ trợ 12 cấu hình chính của HEVC.
Vào ngày 5 tháng 1 năm 2015, Nvidia đã chính thức công bố Tegra X1 SoC với giải mã phần cứng HEVC đầy đủ chức năng cố định.
Vào ngày 22 tháng 1 năm 2015, Nvidia đã phát hành GeForce GTX 960 (GM206), bao gồm bộ giải mã phần cứng HEVC Main / Main10 đầy đủ chức năng cố định đầu tiên trên thế giới trong một card đồ họa rời.
Vào ngày 23 tháng 2 năm 2015, Advanced Micro Devices (AMD) đã thông báo rằng UVD ASIC của họ được tìm thấy trong APU Carrizo sẽ là CPU dựa trên x86 đầu tiên có bộ giải mã phần cứng HEVC.
Vào ngày 27 tháng 2 năm 2015, VLC media player phiên bản 2.2.0 đã được phát hành với sự hỗ trợ mạnh mẽ của phát lại HEVC. Các phiên bản tương ứng trên Android và iOS cũng có thể chơi HEVC.
Vào ngày 31 tháng 3 năm 2015, VITEC đã công bố MGW Ace, bộ mã hóa HEVC di động 100% dựa trên phần cứng đầu tiên cung cấp mã hóa HEVC di động.
Vào ngày 5 tháng 8 năm 2015, Intel đã ra mắt các sản phẩm Skylake với đầy đủ chức năng cố định Giải mã / mã hóa 8 bit và giải mã hỗn hợp Main10 / 10bit.
Vào ngày 20 tháng 8 năm 2015, Nvidia đã phát hành GeForce GTX 950 (GM206), bao gồm bộ giải mã phần cứng HEVC Main / Main10 đầy đủ chức năng cố định như GTX 960.

#### 2016
Vào ngày 11 tháng 4 năm 2016, hỗ trợ HEVC (H.265) đầy đủ đã được công bố trong phiên bản mới nhất của MythTV (0.28).
Vào ngày 27 tháng 5 năm 2016, Nvidia đã phát hành GeForce GTX 1080 (GP104), bao gồm bộ giải mã phần cứng HEVC Main10 / Main12 đầy đủ chức năng cố định.
Vào ngày 10 tháng 6 năm 2016, Nvidia đã phát hành GeForce GTX 1070 (GP104), bao gồm bộ giải mã phần cứng HEVC Main10 / Main12 đầy đủ chức năng cố định.
Vào ngày 19 tháng 7 năm 2016, Nvidia đã phát hành GeForce GTX 1060 (GP106), bao gồm bộ giải mã phần cứng HEVC Main10 / Main12 đầy đủ chức năng cố định.
Vào ngày 2 tháng 8 năm 2016, Nvidia đã phát hành Nvidia Titan X (GP102), bao gồm bộ giải mã phần cứng HEVC Main10 / Main12 đầy đủ chức năng cố định.
Vào ngày 30 tháng 8 năm 2016, Intel chính thức công bố các sản phẩm CPU Core thế hệ thứ 7 (Kaby Lake) với chức năng cố định hỗ trợ giải mã phần cứng HEVC Main10.
Vào ngày 25 tháng 10 năm 2016, Nvidia đã phát hành GeForce GTX 1050Ti (GP107) và GeForce GTX 1050 (GP107), bao gồm bộ giải mã phần cứng HEVC Main10 / Main12 đầy đủ chức năng cố định.

#### 2017
Vào ngày 3 tháng 1 năm 2017, Intel đã chính thức công bố các sản phẩm máy tính để bàn CPU thế hệ thứ 7 (Kaby Lake) với đầy đủ chức năng cố định hỗ trợ giải mã phần cứng HEVC Main10.
Vào ngày 10 tháng 3 năm 2017, Nvidia đã phát hành GeForce GTX 1080 Ti (GP102), bao gồm bộ giải mã phần cứng HEVC Main10 / Main12 đầy đủ chức năng cố định.
Vào ngày 6 tháng 4 năm 2017, Nvidia đã phát hành Nvidia Titan Xp (GP102), bao gồm bộ giải mã phần cứng đầy đủ chức năng HEVC Main10 / Main12.
Vào ngày 17 tháng 5 năm 2017, Nvidia đã phát hành GeForce GT 1030 (GP108), bao gồm bộ giải mã phần cứng HEVC Main10 / Main12 đầy đủ chức năng cố định.
Vào ngày 5 tháng 6 năm 2017, Apple đã công bố hỗ trợ HEVC H.265 trong macOS High Sierra, iOS 11, tvOS, HTTP Live Streaming  và Safari.
Vào ngày 25 tháng 6 năm 2017, Microsoft đã phát hành một phần mở rộng ứng dụng HEVC miễn phí cho Windows 10, cho phép một số thiết bị Windows 10 có phần cứng giải mã HEVC phát video bằng định dạng HEVC bên trong bất kỳ ứng dụng nào.
Vào ngày 21 tháng 8 năm 2017, Intel đã chính thức công bố các sản phẩm di động CPU thế hệ thứ 8 (Kaby Lake Refresh) của họ với đầy đủ chức năng cố định hỗ trợ giải mã phần cứng HEVC Main10.
Vào ngày 19 tháng 9 năm 2017, Apple đã phát hành iOS 11 và tvOS 11 với hỗ trợ mã hóa & giải mã HEVC.
Vào ngày 25 tháng 9 năm 2017, Apple đã phát hành macOS High Sierra với hỗ trợ mã hóa & giải mã HEVC.
Vào ngày 28 tháng 9 năm 2017, GoPro đã phát hành camera hành động Hero6 Black, với mã hóa video 4K60P HEVC.
Vào ngày 5 tháng 10 năm 2017, Intel chính thức ra mắt các sản phẩm máy tính để bàn CPU thế hệ thứ 8 (Coffee Lake) với chức năng cố định đầy đủ hỗ trợ giải mã phần cứng HEVC Main10.
Vào ngày 2 tháng 11 năm 2017, Nvidia đã phát hành GeForce GTX 1070 Ti (GP104), bao gồm bộ giải mã phần cứng HEVC Main10 / Main12 đầy đủ chức năng cố định.
Vào ngày 11 tháng 12 năm 2017, Intel chính thức ra mắt các sản phẩm máy tính để bàn và di động CPU Pentium Silver & Celeron (Gemini Lake) với đầy đủ chức năng cố định hỗ trợ giải mã phần cứng HEVC Main10.

#### 2018
Vào ngày 28 tháng 8 năm 2018, Intel đã chính thức công bố các sản phẩm di động CPU thế hệ thứ 8 (Whiskey Lake & Amber Lake) với chức năng cố định hỗ trợ giải mã phần cứng HEVC Main10.
Vào ngày 20 tháng 9 năm 2018, Nvidia đã phát hành GeForce RTX 2080 (TU104), bao gồm đầy đủ chức năng cố định HEVC Main 4: 4: 4 12 bộ giải mã phần cứng.
Vào ngày 27 tháng 9 năm 2018, Nvidia đã phát hành GeForce RTX 2080 Ti (TU102), bao gồm đầy đủ chức năng cố định HEVC Main 4: 4: 4 bộ giải mã phần cứng.
Vào ngày 17 tháng 10 năm 2018, Nvidia đã phát hành GeForce RTX 2070 (TU106), bao gồm bộ giải mã phần cứng HEVC Main 4: 4: 4 cố định đầy đủ.
Vào ngày 19 tháng 10 năm 2018, Intel chính thức ra mắt CPU Core thế hệ thứ 9 (Coffee Lake Refresh) 9900K, 9700K & 9600K với các sản phẩm máy tính để bàn có hỗ trợ giải mã phần cứng HEVC Main10 đầy đủ chức năng cố định.

#### 2019
Vào ngày 15 tháng 1 năm 2019, Nvidia đã phát hành GeForce RTX 2060 (TU106), bao gồm đầy đủ chức năng cố định HEVC Main 4: 4: 4 bộ giải mã phần cứng.
Vào ngày 22 tháng 2 năm 2019, Nvidia đã phát hành GeForce GTX 1660 Ti (TU116), bao gồm đầy đủ chức năng cố định HEVC Main 4: 4: 4 12 bộ giải mã phần cứng.
Vào ngày 14 tháng 3 năm 2019, Nvidia đã phát hành GeForce GTX 1660 (TU116), bao gồm đầy đủ chức năng cố định HEVC Main 4: 4: 4 12 bộ giải mã phần cứng.

## Hiệu quả mã hóa

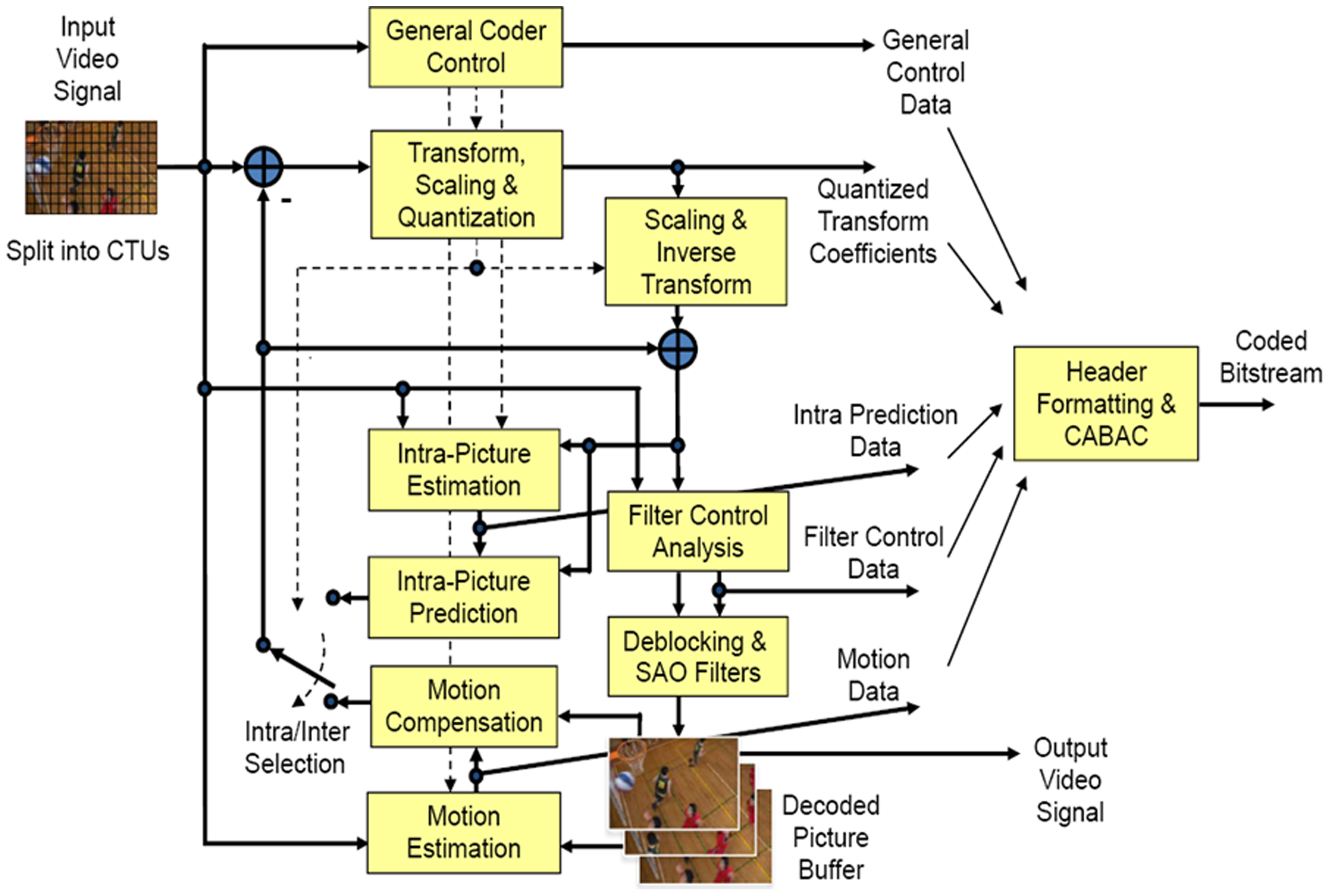
Sơ đồ khối của HEVC

Thiết kế của hầu hết các tiêu chuẩn mã hóa video chủ yếu nhằm mục đích có hiệu quả mã hóa cao nhất. Hiệu quả mã hóa là khả năng mã hóa video ở tốc độ bit thấp nhất có thể trong khi vẫn duy trì mức chất lượng video nhất định. Có hai cách tiêu chuẩn để đo lường hiệu quả mã hóa của tiêu chuẩn mã hóa video, đó là sử dụng số liệu khách quan, chẳng hạn như tỷ lệ nhiễu tín hiệu cao nhất (PSNR) hoặc sử dụng đánh giá chủ quan về chất lượng video. Đánh giá chủ quan về chất lượng video được coi là cách quan trọng nhất để đo lường tiêu chuẩn mã hóa video do con người cảm nhận chất lượng video một cách chủ quan.
HEVC được hưởng lợi từ việc sử dụng các kích thước đơn vị cây mã hóa (CTU) lớn hơn. Điều này đã được thể hiện trong các thử nghiệm PSNR với bộ mã hóa HEVC HM-8.0 trong đó nó buộc phải sử dụng các kích thước CTU nhỏ hơn dần dần. Đối với tất cả các chuỗi thử nghiệm, khi so sánh với kích thước CTU 64 × 64, tốc độ bit HEVC đã tăng 2,2% khi buộc phải sử dụng kích thước CTU 32 × 32 và tăng 11,0% khi buộc phải sử dụng 16 × Kích thước 16 CTU. Trong các chuỗi thử nghiệm Hạng A, trong đó độ phân giải của video là 2560 × 1600, khi so sánh với kích thước CTU 64 × 64, cho thấy tốc độ bit HEVC tăng 5,7% khi buộc phải sử dụng kích thước CTU 32 × 32 và tăng 28,2% khi buộc phải sử dụng kích thước CTU 16 × 16. Các thử nghiệm cho thấy kích thước CTU lớn làm tăng hiệu quả mã hóa đồng thời giảm thời gian giải mã.
Cấu hình chính HEVC (MP) đã được so sánh về hiệu quả mã hóa với Cấu hình cao H.264 / MPEG-4 AVC (HP), Cấu hình đơn giản nâng cao MPEG-4 (ASP), Cấu hình độ trễ cao H.263 (HLP) và H.262 / MPEG-2 Cấu hình chính (MP). Việc mã hóa video được thực hiện cho các ứng dụng giải trí và mười hai bitrate khác nhau đã được thực hiện cho chín chuỗi thử nghiệm video với bộ mã hóa HEVC HM-8.0 đang được sử dụng. Trong số chín chuỗi thử nghiệm video, năm là ở độ phân giải HD, trong khi bốn ở độ phân giải WVGA (800 × 480). Việc giảm tốc độ bit cho HEVC được xác định dựa trên PSNR với HEVC có tốc độ bit giảm 35,4% so với H.264 / MPEG-4 AVC HP, 63,7% so với MPEG-4 ASP, 65,1% so với H.263 HLP và 70,8% so với H.262 / MPEG-2 MP.
HEVC MP cũng đã được so sánh với H.264 / MPEG-4 AVC HP về chất lượng video chủ quan. Việc mã hóa video được thực hiện cho các ứng dụng giải trí và bốn bitrate khác nhau đã được thực hiện cho chín chuỗi thử nghiệm video với bộ mã hóa HEVC 5.0 được sử dụng. Đánh giá chủ quan được thực hiện vào một ngày sớm hơn so với so sánh PSNR và do đó, nó đã sử dụng một phiên bản trước đó của bộ mã hóa HEVC có hiệu suất thấp hơn một chút. Việc giảm tốc độ bit được xác định dựa trên đánh giá chủ quan bằng cách sử dụng các giá trị điểm ý kiến trung bình. Mức giảm bitrate chủ quan tổng thể cho HEVC MP so với H.264 / MPEG-4 AVC HP là 49,3%.
École Polytechnique Fédérale de Lausanne (EPFL) đã thực hiện một nghiên cứu để đánh giá chất lượng video chủ quan của HEVC ở độ phân giải cao hơn HDTV. Nghiên cứu được thực hiện với ba video với độ phân giải 3840 × 1744 ở 24 khung hình / giây, 3840 × 2048 ở 30 khung hình / giây và 3840 × 2160 ở 30 khung hình / giây. Đoạn video năm giây cho thấy mọi người trên đường phố, giao thông và một cảnh trong bộ phim hoạt hình máy tính nguồn mở Sintel. Các chuỗi video được mã hóa ở năm bitrate khác nhau bằng cách sử dụng bộ mã hóa HEVC HM-6.1.1 và bộ mã hóa AVC JM-18.3 H.264 / MPEG-4. Việc giảm tốc độ bit chủ quan được xác định dựa trên đánh giá chủ quan bằng cách sử dụng các giá trị điểm ý kiến trung bình. Nghiên cứu đã so sánh HEVC MP với H.264 / MPEG-4 AVC HP và cho thấy, đối với HEVC MP, mức giảm bitrate trung bình dựa trên PSNR là 44,4%, trong khi mức giảm bitrate trung bình dựa trên chất lượng video chủ quan là 66,5%.  
Trong một so sánh hiệu suất HEVC được phát hành vào tháng 4 năm 2013, HEVC MP và Main 10 Profile (M10P) được so sánh với H.264 / MPEG-4 AVC HP và High 10 Profile (H10P) sử dụng các chuỗi video 3840 × 2160. Các chuỗi video được mã hóa bằng bộ mã hóa HM-10.0 HEVC và bộ mã hóa AVC JM-18.4 H.264 / MPEG-4. Mức giảm tốc độ bit trung bình dựa trên PSNR là 45% cho video liên khung.
Trong một so sánh bộ mã hóa video được phát hành vào tháng 12 năm 2013, bộ mã hóa HM-10.0 HEVC được so sánh với bộ mã hóa x264 (phiên bản r2334) và bộ mã hóa VP9 (phiên bản v1.2.0-3088-ga81bd12). Việc so sánh đã sử dụng phương pháp đo tốc độ bit Bjøntegaard-Delta (BD-BR), trong đó các giá trị âm cho biết tốc độ bit được giảm thấp hơn bao nhiêu và các giá trị dương cho biết tốc độ bit tăng lên cho cùng một PSNR. Trong so sánh, bộ mã hóa HEVC HM-10.0 có hiệu suất mã hóa cao nhất và trung bình, để có cùng chất lượng mục tiêu, bộ mã hóa x264 cần tăng tốc độ bit lên 66,4%, trong khi bộ mã hóa VP9 cần tăng tốc độ bit bằng 79,4%.
| Tiêu chuẩn mã hóa Video | Giảm tốc độ bit trung bình so với H.264 / MPEG-4 AVC HP | Giảm tốc độ bit trung bình so với H.264 / MPEG-4 AVC HP | Giảm tốc độ bit trung bình so với H.264 / MPEG-4 AVC HP | Giảm tốc độ bit trung bình so với H.264 / MPEG-4 AVC HP | Giảm tốc độ bit trung bình so với H.264 / MPEG-4 AVC HP |
| Tiêu chuẩn mã hóa Video | 480p                                                    | 720p                                                    | 1080p                                                   | 2160p                                                   |                                                         |
| ----------------------- | ------------------------------------------------------- | ------------------------------------------------------- | ------------------------------------------------------- | ------------------------------------------------------- | ------------------------------------------------------- |
| HEVC                    | 52%                                                     | 56%                                                     | 62%                                                     | 64%                                                     |                                                         |

Trong một so sánh hiệu suất video chủ quan được phát hành vào tháng 5 năm 2014, JCT-VC đã so sánh cấu hình chính HEVC với cấu hình cao H.264 / MPEG-4 AVC. Việc so sánh đã sử dụng các giá trị điểm ý kiến trung bình và được thực hiện bởi BBC và Đại học West of Scotland. Các chuỗi video được mã hóa bằng bộ mã hóa HEVC HM-12.1 và bộ mã hóa AVC JM-18.5 H.264 / MPEG-4. So sánh đã sử dụng một loạt các độ phân giải và mức giảm tốc độ bit trung bình cho HEVC là 59%. Mức giảm tốc độ bit trung bình cho HEVC là 52% cho 480p, 56% cho 720p, 62% cho 1080p và 64% cho 4K UHD.
Trong một so sánh codec video chủ quan được phát hành vào tháng 8 năm 2014 bởi EPFL, bộ mã hóa HEVC HM-15.0 được so sánh với bộ mã hóa VP9 1.2.0,5183 và bộ mã hóa AVC JM-18.8 H.264 / MPEG-4. Bốn chuỗi độ phân giải 4K được mã hóa ở năm tốc độ bit khác nhau với các bộ mã hóa được đặt để sử dụng khoảng thời gian trong một giây. Trong so sánh, bộ mã hóa HEVC HM-15.0 có hiệu suất mã hóa cao nhất và trung bình, với cùng chất lượng chủ quan, tốc độ bit có thể giảm 49,4% so với bộ mã hóa VP9 1.2.0,5183 và có thể giảm bằng 52,6% so với bộ mã hóa AVC JM-18.8 H.264 / MPEG-4.
Vào tháng 8 năm 2016, Netflix đã công bố kết quả của một nghiên cứu quy mô lớn so sánh bộ mã hóa HEVC nguồn mở hàng đầu, x265, với bộ mã hóa AVC nguồn mở hàng đầu, x264 và bộ mã hóa VP9 tham chiếu, libvpx. Sử dụng công cụ đo lường chất lượng video nâng cao Multimethod Assessment Fusion (VMAF), Netflix nhận thấy x265 mang lại chất lượng giống hệt nhau với tốc độ bit dao động từ 35,4% đến 53,3% so với x264 và thấp hơn từ 17,8% đến 21,8% so với VP9.

## Tính năng, đặc điểm
HEVC được thiết kế để cải thiện đáng kể hiệu quả mã hóa so với H.264 / MPEG-4 AVC HP, tức là giảm một nửa yêu cầu bitrate với chất lượng hình ảnh tương đương, với chi phí tăng độ phức tạp tính toán. HEVC được thiết kế với mục tiêu cho phép nội dung video có tỷ lệ nén dữ liệu lên tới 1000: 1. Tùy thuộc vào yêu cầu ứng dụng, bộ mã hóa HEVC có thể đánh đổi độ phức tạp tính toán, tốc độ nén, độ mạnh của lỗi và thời gian trễ mã hóa. Hai trong số các tính năng chính trong đó HEVC được cải thiện so với H.264 / MPEG-4 AVC là hỗ trợ cho video có độ phân giải cao hơn và phương pháp xử lý song song được cải thiện.
HEVC được nhắm mục tiêu vào các màn hình HDTV và hệ thống chụp nội dung thế hệ tiếp theo có tốc độ khung hình quét liên tục và độ phân giải hiển thị từ QVGA (320x240) đến 4320p (7680x4320), cũng như chất lượng hình ảnh được cải thiện về mức độ nhiễu, không gian màu và độ động phạm vi.

### Lớp mã hóa video
Lớp mã hóa video HEVC sử dụng cùng một phương pháp "lai" được sử dụng trong tất cả các tiêu chuẩn video hiện đại, bắt đầu từ H.261, trong đó nó sử dụng dự đoán giữa các hình ảnh / nội bộ và mã hóa chuyển đổi 2D. Trước tiên, bộ mã hóa HEVC tiến hành bằng cách chia một hình ảnh thành các vùng hình khối cho hình ảnh đầu tiên hoặc hình ảnh đầu tiên của một điểm truy cập ngẫu nhiên, sử dụng dự đoán trong hình ảnh. Dự đoán hình ảnh nội bộ là khi dự đoán của các khối trong hình chỉ dựa trên thông tin trong hình ảnh đó. Đối với tất cả các hình ảnh khác, dự đoán giữa các hình ảnh được sử dụng, trong đó thông tin dự đoán được sử dụng từ các hình ảnh khác. Sau khi các phương pháp dự đoán kết thúc và hình ảnh đi qua các bộ lọc vòng lặp, biểu diễn hình ảnh cuối cùng được lưu trữ trong bộ đệm hình ảnh được giải mã. Hình ảnh được lưu trữ trong bộ đệm hình ảnh được giải mã có thể được sử dụng để dự đoán các hình ảnh khác.
HEVC được thiết kế với ý tưởng rằng video quét lũy tiến sẽ được sử dụng và không có công cụ mã hóa nào được thêm vào riêng cho video xen kẽ. công cụ mã hóa cụ thể xen kẽ, như MBAFF và PAFF, không được hỗ trợ trong HEVC. HEVC thay vào đó gửi siêu dữ liệu cho biết cách video xen kẽ được gửi. Video xen kẽ có thể được gửi bằng cách mã hóa từng khung hình thành một hình ảnh riêng biệt hoặc bằng cách mã hóa từng trường thành một hình ảnh riêng biệt. Đối với HEVC video xen kẽ có thể thay đổi giữa mã hóa khung và mã hóa trường bằng cách sử dụng Trường khung thích ứng chuỗi (SAFF), cho phép thay đổi chế độ mã hóa cho từng chuỗi video. Điều này cho phép gửi video xen kẽ với HEVC mà không cần các quá trình giải mã xen kẽ đặc biệt được thêm vào bộ giải mã HEVC.
Không gian màu
Tiêu chuẩn HEVC hỗ trợ các không gian màu như phim chung, NTSC, PAL, Rec. 601, Rec. 709, Rec. 2020, Rec. 2100, NHỎ   170M, NHỎ   240M, sRGB, sYCC, xvYCC, XYZ và không gian màu được chỉ định bên ngoài. HEVC hỗ trợ các biểu diễn mã hóa màu như RGB, YCbCr và YCoCg.

### Công cụ mã hóa

#### Đơn vị mã hóa
HEVC thay thế 16 × 16 điểm ảnh macroblocks, được sử dụng với tiêu chuẩn trước đó, với các đơn vị cây mã hóa (CTUs) mà có thể sử dụng các cấu trúc khối lớn hơn lên đến 64x64 mẫu và có thể tốt hơn tiểu phân vùng hình thành những cấu trúc có kích thước khác nhau.  HEVC ban đầu chia hình ảnh thành CTU có thể là 64 × 64, 32 × 32 hoặc 16 × 16 với kích thước khối pixel lớn hơn thường làm tăng hiệu quả mã hóa.

#### Công cụ xử lý song song
- Gạch cho phép hình ảnh được chia thành một lưới các khu vực hình chữ nhật có thể được giải mã / mã hóa độc lập. Mục đích chính của gạch là cho phép xử lý song song.[10] Gạch có thể được giải mã độc lập và thậm chí có thể cho phép truy cập ngẫu nhiên vào các vùng cụ thể của hình ảnh trong luồng video.[10]
- Xử lý song song mặt sóng (WPP) là khi một lát được chia thành các hàng CTU trong đó hàng đầu tiên được giải mã bình thường nhưng mỗi hàng bổ sung yêu cầu các quyết định được đưa ra ở hàng trước.[10] WPP có bộ mã hóa entropy sử dụng thông tin từ hàng CTU trước đó và cho phép phương pháp xử lý song song có thể cho phép nén tốt hơn gạch.[10]
- Gạch và WPP được cho phép, nhưng là tùy chọn.[10] [15] Nếu có gạch, chúng phải cao ít nhất 64 pixel và rộng 256 pixel với giới hạn cụ thể về số lượng gạch cho phép.[10] [15]
- Phần lớn, các lát có thể được giải mã độc lập với nhau với mục đích chính là các ô được đồng bộ hóa lại trong trường hợp mất dữ liệu trong luồng video.[10] lát cắt có thể được định nghĩa là khép kín trong dự đoán đó không được thực hiện trên các ranh giới lát.[10] Khi lọc trong vòng lặp được thực hiện trên ảnh, thông tin qua các ranh giới lát có thể được yêu cầu.[10] lát cắt là CTU được giải mã theo thứ tự quét raster và các loại mã hóa khác nhau có thể được sử dụng cho các lát như loại I, loại P hoặc loại B.[10]
- Các lát phụ thuộc có thể cho phép dữ liệu liên quan đến gạch hoặc WPP được hệ thống truy cập nhanh hơn so với khi toàn bộ lát cắt phải được giải mã.[10] Mục đích chính của các lát phụ thuộc là cho phép mã hóa video có độ trễ thấp do độ trễ thấp hơn.[10]

#### Các công cụ mã hóa khác
Mã hóa Entropy
HEVC sử dụng thuật toán mã hóa số học nhị phân thích ứng theo ngữ cảnh (CABAC) tương tự về cơ bản với CABAC trong H.264 / MPEG-4 AVC. CABAC là phương pháp mã hóa entropy duy nhất được phép trong HEVC trong khi có hai phương thức mã hóa entropy được cho phép bởi H.264 / MPEG-4 AVC. CABAC và mã hóa entropy của các hệ số biến đổi trong HEVC được thiết kế cho thông lượng cao hơn H.264 / MPEG-4 AVC, trong khi duy trì hiệu suất nén cao hơn cho kích thước khối biến đổi lớn hơn so với các phần mở rộng đơn giản. Ví dụ, số lượng thùng được mã hóa theo ngữ cảnh đã giảm 8 × và chế độ bỏ qua CABAC đã được cải thiện về mặt thiết kế để tăng thông lượng.  Một cải tiến khác với HEVC là sự phụ thuộc giữa dữ liệu được mã hóa đã được thay đổi để tăng thêm thông lượng.  Mô hình bối cảnh trong HEVC cũng đã được cải thiện để CABAC có thể chọn bối cảnh tốt hơn để tăng hiệu quả khi so sánh với H.264 / MPEG-4 AVC.
Dự đoán nội bộ

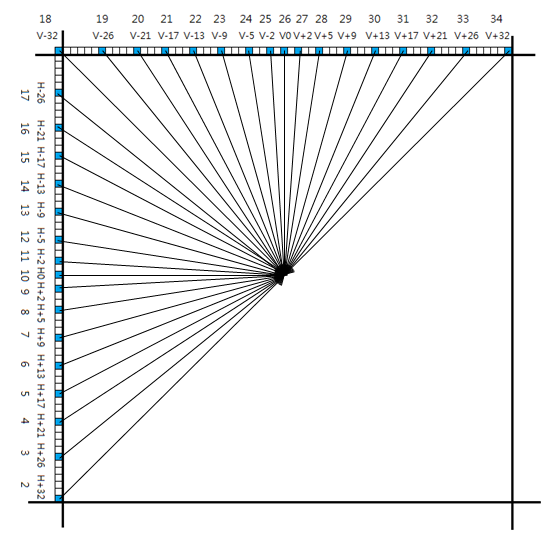
HEVC có 33 chế độ dự đoán nội bộ

HEVC chỉ định 33 chế độ định hướng cho dự đoán bên trong so với 8 chế độ định hướng cho dự đoán bên trong được chỉ định bởi H.264 / MPEG-4 AVC. HEVC cũng chỉ định các chế độ dự đoán nội bộ và dự đoán phẳng DC. Chế độ dự đoán nội bộ DC tạo ra giá trị trung bình bằng cách lấy trung bình các mẫu tham chiếu và có thể được sử dụng cho các bề mặt phẳng. Chế độ dự đoán phẳng trong HEVC hỗ trợ tất cả các kích thước khối được xác định trong HEVC trong khi chế độ dự đoán phẳng trong H.264 / MPEG-4 AVC bị giới hạn ở kích thước khối 16x16 pixel. Các chế độ dự đoán nội bộ sử dụng dữ liệu từ các khối dự đoán lân cận đã được giải mã trước đó trong cùng một bức tranh.
Bù chuyển động
Để nội suy các vị trí mẫu luma phân đoạn, HEVC sử dụng ứng dụng có thể tách rời của phép nội suy nửa mẫu một chiều với bộ lọc 8 vòi hoặc nội suy mẫu một phần tư với bộ lọc 7 vòi trong khi so sánh, H.264 / MPEG-4 AVC sử dụng quy trình hai giai đoạn trước tiên lấy giá trị tại các vị trí nửa mẫu bằng cách sử dụng phép nội suy 6 chiều một chiều tách rời, sau đó làm tròn số nguyên và sau đó áp dụng phép nội suy tuyến tính giữa các giá trị tại các vị trí nửa mẫu gần đó để tạo giá trị tại các vị trí mẫu quý. HEVC đã được cải thiện độ chính xác do bộ lọc nội suy dài hơn và loại bỏ lỗi làm tròn trung gian. Đối với video 4: 2: 0, các mẫu sắc độ được nội suy với bộ lọc 4 chiều có thể tách rời để tạo độ chính xác của mẫu thứ tám, trong khi so sánh, H.264 / MPEG-4 AVC chỉ sử dụng song tuyến 2 chạm bộ lọc (cũng với độ chính xác mẫu thứ tám).
Như trong H.264 / MPEG-4 AVC, dự đoán có trọng số trong HEVC có thể được sử dụng với dự đoán đơn (trong đó sử dụng một giá trị dự đoán duy nhất) hoặc dự đoán bi (trong đó các giá trị dự đoán từ hai khối dự đoán được kết hợp).
Dự đoán vector chuyển động
HEVC xác định phạm vi 16 bit đã ký cho cả vectơ chuyển động ngang và dọc (MV).  Điều này đã được thêm vào HEVC tại cuộc họp HEVC tháng 7 năm 2012 với các biến mvLX.  HEVC ngang / dọc MV có một loạt các -32.768-32.767 mà trao quý điểm ảnh chính xác được sử dụng bởi HEVC cho phép một loạt MV của -8.192-8191,75 mẫu luma.  này so với H.264 / MPEG-4 AVC cho phép cho một loạt MV ngang của -2.048-2047,75 mẫu luma và một loạt MV dọc của -512 đến 511,75 mẫu luma.
HEVC cho phép hai chế độ MV là Dự đoán Vector chuyển động nâng cao (AMVP) và chế độ hợp nhất. AMVP sử dụng dữ liệu từ hình ảnh tham chiếu và cũng có thể sử dụng dữ liệu từ các khối dự đoán liền kề. Chế độ hợp nhất cho phép các MV được kế thừa từ các khối dự đoán lân cận. Chế độ hợp nhất trong HEVC tương tự như chế độ suy luận chuyển động "bỏ qua" và "trực tiếp" trong H.264 / MPEG-4 AVC nhưng có hai cải tiến. Cải tiến đầu tiên là HEVC sử dụng thông tin chỉ mục để chọn một trong một số ứng cử viên có sẵn. Cải tiến thứ hai là HEVC sử dụng thông tin từ danh sách ảnh tham chiếu và chỉ số ảnh tham chiếu.
Biến đổi nghịch đảo
HEVC chỉ định bốn kích thước đơn vị biến đổi (TU) là 4 x 4, 8 x 8, 16x16 và 32x32 để mã hóa dự đoán còn lại. Một CTB có thể được phân chia đệ quy thành 4 TU trở lên. TU sử dụng các hàm cơ bản số nguyên tương tự như biến đổi cosine rời rạc (DCT). Ngoài ra, các khối biến đổi luma 4x4 thuộc về một vùng mã hóa nội bộ được biến đổi bằng cách sử dụng một biến đổi số nguyên có nguồn gốc từ biến đổi sin rời rạc (DST). Điều này giúp giảm tốc độ bit 1% nhưng bị giới hạn ở các khối biến đổi Luma 4x4 do lợi ích cận biên cho các trường hợp biến đổi khác. Chroma sử dụng các kích thước TU giống như luma nên không có biến đổi 2x2 cho sắc độ.

#### Bộ lọc vòng lặp
HEVC chỉ định hai bộ lọc vòng được áp dụng tuần tự, với bộ lọc gỡ lỗi (DBF) được áp dụng trước và bộ lọc bù thích ứng mẫu (SAO) được áp dụng sau đó. Cả hai bộ lọc vòng lặp đều được áp dụng trong vòng dự đoán giữa các hình ảnh, tức là hình ảnh được lọc được lưu trữ trong bộ đệm hình ảnh được giải mã (DPB) làm tham chiếu cho dự đoán giữa các hình ảnh.
Bộ lọc gỡ rối
DBF tương tự như DBF được sử dụng bởi H.264 / MPEG-4 nhưng với thiết kế đơn giản hơn và hỗ trợ tốt hơn cho xử lý song song. Trong HEVC, DBF chỉ áp dụng cho lưới mẫu 8x8 trong khi với H.264 / MPEG-4 AVC, DBF áp dụng cho lưới mẫu 4x4. DBF sử dụng lưới mẫu 8x8 vì nó không gây ra sự xuống cấp đáng chú ý và cải thiện đáng kể việc xử lý song song vì DBF không còn gây ra các tương tác xếp tầng với các hoạt động khác. Một thay đổi khác là HEVC chỉ cho phép ba cường độ DBF từ 0 đến 2. HEVC cũng yêu cầu DBF trước tiên áp dụng lọc ngang cho các cạnh dọc cho ảnh và chỉ sau đó, nó mới áp dụng lọc dọc cho các cạnh ngang để hình ảnh. Điều này cho phép sử dụng nhiều luồng song song cho DBF.
Mẫu bù thích ứng
Bộ lọc SAO được áp dụng sau DBF và được thiết kế để cho phép tái tạo tốt hơn các biên độ tín hiệu ban đầu bằng cách áp dụng các độ lệch được lưu trữ trong bảng tra cứu trong dòng bit.  Mỗi CTB, bộ lọc SAO có thể được tắt hoặc áp dụng ở một trong hai chế độ: chế độ bù cạnh hoặc chế độ bù dải.  Chế độ bù cạnh hoạt động bằng cách so sánh giá trị của mẫu với hai trong số tám lân cận của nó bằng một trong bốn mẫu gradient hướng.  Dựa trên so sánh với hai nước láng giềng này, mẫu được phân thành một trong năm loại: tối thiểu, tối đa, một cạnh với mẫu có giá trị thấp hơn, cạnh với mẫu có giá trị cao hơn hoặc đơn điệu.  Đối với mỗi trong bốn loại đầu tiên, áp dụng bù.  Chế độ bù băng áp dụng một độ lệch dựa trên biên độ của một mẫu.  Một mẫu được phân loại theo biên độ của nó thành một trong 32 dải (thùng biểu đồ).  lệch được chỉ định cho bốn dải liên tiếp trong số 32 dải, bởi vì ở các khu vực bằng phẳng có xu hướng tạo dải, biên độ mẫu có xu hướng được phân cụm trong một phạm vi nhỏ.  Bộ lọc SAO được thiết kế để tăng chất lượng hình ảnh, giảm các tạo tác tạo dải và giảm các tạo tác đổ chuông. 

#### Phạm vi mở rộng
Tiện ích mở rộng phạm vi trong MPEG là các cấu hình, cấp độ và kỹ thuật bổ sung hỗ trợ các nhu cầu ngoài phát lại video của người tiêu dùng: 
- Hồ sơ hỗ trợ độ sâu bit vượt quá 10 và độ sâu bit luma / sắc độ khác nhau.
- Cấu hình nội bộ khi kích thước tệp ít quan trọng hơn tốc độ giải mã truy cập ngẫu nhiên.
- Cấu hình Ảnh tĩnh, tạo thành cơ sở của Định dạng tệp hình ảnh hiệu quả cao, không có bất kỳ giới hạn nào đối với kích thước hoặc độ phức tạp của ảnh (mức 8,5). Không giống như tất cả các cấp độ khác, không yêu cầu dung lượng bộ giải mã tối thiểu, chỉ cần nỗ lực tốt nhất với dự phòng hợp lý.

Trong các cấu hình mới này có các tính năng mã hóa nâng cao, nhiều tính năng hỗ trợ mã hóa màn hình hiệu quả hoặc xử lý tốc độ cao:
- Thích ứng gạo liên tục, tối ưu hóa chung của mã hóa entropy.
- Dự đoán trọng số chính xác cao hơn ở độ sâu bit cao.[130]
- Dự đoán thành phần chéo, cho phép giải mã màu YCbCr không hoàn hảo để cho phép khớp luma (hoặc G) đặt độ khớp màu dự đoán (hoặc R / B), giúp tăng 7% cho YCbCr 4: 4: 26% cho video RGB. Đặc biệt hữu ích cho mã hóa màn hình.[130][131]
- Điều khiển làm mịn nội bộ, cho phép bộ mã hóa bật hoặc tắt làm mịn trên mỗi khối, thay vì trên mỗi khung.
- Sửa đổi bỏ qua biến đổi: 
  - DPCM dư (RDPCM), cho phép mã hóa dữ liệu còn lại tối ưu hơn nếu có thể, so với zig-zag điển hình.
  - Độ linh hoạt kích thước khối, hỗ trợ kích thước khối lên tới 32x32 (so với chỉ hỗ trợ bỏ qua chuyển đổi 4 x 4 trong phiên bản 1).
  - Xoay 4 x 4, cho hiệu quả tiềm năng.
  - Chuyển đổi bối cảnh bỏ qua, cho phép các khối DCT và RDPCM mang một bối cảnh riêng.
- Xử lý chính xác mở rộng, cho phép giải mã video độ sâu bit thấp chính xác hơn một chút.
- CABAC bỏ qua căn chỉnh, tối ưu hóa giải mã cụ thể cho cấu hình Intra thông lượng cao 4: 4: 4 16.

HEVC phiên bản 2 thêm một số thông báo tăng cường bổ sung (SEI):
- Ánh xạ lại màu: ánh xạ không gian màu này sang không gian khác.[132]
- Chức năng đầu gối: gợi ý để chuyển đổi giữa các dải động, đặc biệt là từ HDR sang SDR.
- Làm chủ khối lượng màu hiển thị
- Mã thời gian, cho học sinh lưu trữ

#### Phần mở rộng mã hóa nội dung màn hình
Các tùy chọn công cụ mã hóa bổ sung đã được thêm vào trong bản dự thảo tháng 3 năm 2016 của phần mở rộng mã hóa nội dung màn hình (SCC):
- Biến đổi màu thích nghi.[133]
- Độ phân giải vector chuyển động thích ứng.[133]
- Sao chép khối nội bộ.[133]
- Chế độ bảng màu.[133]

Phiên bản ITU-T của tiêu chuẩn đã thêm các tiện ích mở rộng SCC (được phê duyệt vào tháng 12 năm 2016 và được xuất bản vào tháng 3 năm 2017) đã thêm hỗ trợ cho chức năng chuyển đổi Hybrid Log-Gamma (HLG) và ma trận màu ICtCp. Điều này cho phép phiên bản thứ tư của HEVC hỗ trợ cả hai chức năng truyền HDR được xác định trong Rec. 2100.
Phiên bản thứ tư của HEVC bổ sung một số thông tin tăng cường bổ sung (SEI) bao gồm:
- Thông tin đặc điểm chuyển giao thay thế thông báo SEI, cung cấp thông tin về chức năng chuyển ưu tiên sử dụng.[133] Trường hợp sử dụng chính cho việc này sẽ là phân phối video HLG theo cách tương thích ngược với các thiết bị cũ.[134]
- Môi trường xem môi trường xung quanh thông báo SEI, cung cấp thông tin về ánh sáng xung quanh của môi trường xem được sử dụng để tạo video.[133][135]

## Hồ sơ
| Đặc tính                                        | Phiên bản 1 | Phiên bản 1 | Phiên bản 2 | Phiên bản 2        | Phiên bản 2        | Phiên bản 2         | Phiên bản 2         | Phiên bản 2         | Phiên bản 2                | Phiên bản 2 |
| Đặc tính                                        | Chủ yếu     | Chính 10    | Chính 12    | Chủ yếu 4: 2: 2 10 | Chủ yếu 4: 2: 2 12 | Chủ yếu 4: 4: 4     | Chủ yếu 4: 4: 4 10  | Chủ yếu 4: 4: 4 12  | Chủ yếu 4: 4: 4 16 Nội tâm |             |
| ----------------------------------------------- | ----------- | ----------- | ----------- | ------------------ | ------------------ | ------------------- | ------------------- | ------------------- | -------------------------- | ----------- |
| Độ sâu bit                                      | 8           | 8 to 10     | 8 to 12     | 8 to 10            | 8 to 12            | 8                   | 8 to 10             | 8 to 12             | 8 to 16                    |             |
| Định dạng lấy mẫu Chroma                        | 4:2:0       | 4:2:0       | 4:2:0       | 4:2:0/ 4:2:2       | 4:2:0/ 4:2:2       | 4:2:0/ 4:2:2/ 4:4:4 | 4:2:0/ 4:2:2/ 4:4:4 | 4:2:0/ 4:2:2/ 4:4:4 | 4:2:0/ 4:2:2/ 4:4:4        |             |
| 4: 0: 0 (Đơn sắc)                               | Không       | Không       | Có          | Có                 | Có                 | Có                  | Có                  | Có                  | Có                         |             |
| Dự đoán trọng số chính xác cao                  | Không       | Không       | Có          | Có                 | Có                 | Có                  | Có                  | Có                  | Có                         |             |
| Danh sách bù Chroma QP                          | Không       | Không       | Có          | Có                 | Có                 | Có                  | Có                  | Có                  | Có                         |             |
| Dự đoán thành phần chéo                         | Không       | Không       | Không       | Không              | Không              | Có                  | Có                  | Có                  | Có                         |             |
| Vô hiệu hóa làm mịn                             | Không       | Không       | Không       | Không              | Không              | Có                  | Có                  | Có                  | Có                         |             |
| Thích nghi gạo dai dẳng                         | Không       | Không       | Không       | Không              | Không              | Có                  | Có                  | Có                  | Có                         |             |
| RDPCM ẩn / rõ ràng                              | Không       | Không       | Không       | Không              | Không              | Có                  | Có                  | Có                  | Có                         |             |
| Chuyển đổi kích thước khối bỏ qua lớn hơn 4 x 4 | Không       | Không       | Không       | Không              | Không              | Có                  | Có                  | Có                  | Có                         |             |
| Chuyển đổi bỏ qua bối cảnh / xoay               | Không       | Không       | Không       | Không              | Không              | Có                  | Có                  | Có                  | Có                         |             |
| Xử lý chính xác mở rộng                         | Không       | Không       | Không       | Không              | Không              | Không               | Không               | Không               | Có                         |             |

Phiên bản 1 của tiêu chuẩn HEVC xác định ba cấu hình: Main, Main 10 và Main Still Picture. Phiên bản 2 của HEVC thêm 21 cấu hình tiện ích mở rộng phạm vi, hai cấu hình tiện ích mở rộng có thể mở rộng và một cấu hình nhiều chế độ xem. HEVC cũng chứa các quy định cho hồ sơ bổ sung. Các tiện ích mở rộng đã được thêm vào HEVC bao gồm tăng độ sâu bit, lấy mẫu sắc độ 4: 2: 2/4: 4: 4, Mã hóa video đa biến (MVC) và Mã hóa video có thể mở rộng (SVC).  Các tiện ích mở rộng phạm vi HEVC, tiện ích mở rộng có thể mở rộng HEVC và tiện ích mở rộng đa chế độ HEVC đã được hoàn thành vào tháng 7 năm 2014. Vào tháng 7 năm 2014, một bản nháp của phiên bản thứ hai của HEVC đã được phát hành. Các phần mở rộng mã hóa nội dung màn hình (SCC) đang được phát triển cho video nội dung màn hình, chứa văn bản và đồ họa, với ngày phát hành dự thảo cuối cùng dự kiến năm 2015.
Một hồ sơ là một tập hợp các công cụ mã hóa được xác định có thể được sử dụng để tạo ra một dòng bit phù hợp với hồ sơ đó. Bộ mã hóa cho cấu hình có thể chọn sử dụng công cụ mã hóa nào miễn là nó tạo ra dòng bit phù hợp trong khi bộ giải mã cho cấu hình phải hỗ trợ tất cả các công cụ mã hóa có thể được sử dụng trong cấu hình đó.

### Hồ sơ phiên bản 1

#### Chính
Cấu hình chính cho phép độ sâu 8 bit trên mỗi mẫu với lấy mẫu sắc độ 4: 2: 0, đây là loại video phổ biến nhất được sử dụng với các thiết bị tiêu dùng.  

#### Chính 10
Cấu hình Main 10 cho phép độ sâu bit từ 8 bit đến 10 bit trên mỗi mẫu với lấy mẫu sắc độ 4: 2: 0. Bộ giải mã HEVC phù hợp với cấu hình Main 10 phải có khả năng giải mã dòng bit được tạo với các cấu hình sau: Chính và Chính 10. Độ sâu bit cao hơn cho phép số lượng màu lớn hơn. 8 bit cho mỗi mẫu cho phép 256 sắc độ trên mỗi màu chính (tổng cộng 16,78 triệu màu) trong khi 10 bit cho mỗi mẫu cho phép 1024 sắc độ trên mỗi màu chính (tổng cộng 1,07 tỷ màu). Độ sâu bit cao hơn cho phép chuyển màu mượt mà hơn để giải quyết vấn đề được gọi là dải màu.
Cấu hình Main 10 cho phép cải thiện chất lượng video vì nó có thể hỗ trợ video với độ sâu bit cao hơn so với cấu hình chính được hỗ trợ. Ngoài ra, trong video 10 bit cấu hình chính có thể được mã hóa với độ sâu 10 bit cao hơn, cho phép cải thiện hiệu quả mã hóa so với cấu hình chính.
Ericsson cho biết cấu hình Main 10 sẽ mang lại lợi ích của 10 bit cho mỗi video mẫu cho TV tiêu dùng. Họ cũng nói rằng đối với độ phân giải cao hơn, không có hình phạt tốc độ bit để mã hóa video ở mức 10 bit cho mỗi mẫu. Imagination Technologies cho biết 10 bit cho mỗi video mẫu sẽ cho phép không gian màu lớn hơn và được yêu cầu cho Rec. Không gian màu 2020 sẽ được UHDTV sử dụng. Họ cũng nói Rec. Không gian màu 2020 sẽ thúc đẩy việc áp dụng rộng rãi video 10 bit cho mỗi mẫu.
Trong một so sánh hiệu suất dựa trên PSNR được phát hành vào tháng 4 năm 2013, cấu hình Main 10 được so sánh với cấu hình chính bằng cách sử dụng một bộ các đoạn video 10 bit 3840 × 2160. Chuỗi video 10 bit được chuyển đổi thành 8 bit cho cấu hình Chính và duy trì ở mức 10 bit cho cấu hình Chính 10. PSNR tham chiếu được dựa trên các chuỗi video 10 bit ban đầu. Trong so sánh hiệu suất, cấu hình Main 10 cung cấp giảm 5% tốc độ bit cho mã hóa video liên khung so với cấu hình chính. So sánh hiệu suất cho biết đối với các chuỗi video được thử nghiệm, cấu hình Main 10 vượt trội so với cấu hình Chính. Cấu hình chính 10 đã được thêm vào tại cuộc họp HEVC tháng 10 năm 2012 dựa trên đề xuất JCTVC-K0109, đề xuất rằng cấu hình 10 bit được thêm vào HEVC cho các ứng dụng của người tiêu dùng. Đề xuất cho biết điều này là để cho phép cải thiện chất lượng video và hỗ trợ Rec. Không gian màu 2020 đã được sử dụng rộng rãi trong các hệ thống UHDTV và để có thể cung cấp dải động cao hơn và độ trung thực màu sắc tránh các tạo tác dải. Một loạt các công ty ủng hộ đề nghị trong đó bao gồm ATEME, BBC, BSkyB, CISCO, DirecTV, Ericsson, Motorola Mobility, NGCodec, NHK, RAI, ST, SVT, Thomson video Networks, Technicolor, và Hệ thống ViXS.

#### Ảnh tĩnh chính
| Ảnh tĩnh tiêu chuẩn mã hóa (phương pháp kiểm tra) | Tốc độ bit trung bình giảm so với | Tốc độ bit trung bình giảm so với |
| Ảnh tĩnh tiêu chuẩn mã hóa (phương pháp kiểm tra) | JPEG 2000                         | JPEG                              |
| ------------------------------------------------- | --------------------------------- | --------------------------------- |
| HEVC (PSNR)                                       | 20%                               | 62%                               |
| HEVC (MOS)                                        | 31%                               | 43%                               |

Cấu hình chính của Ảnh tĩnh cho phép một ảnh tĩnh được mã hóa với các ràng buộc tương tự như cấu hình Chính. Là một tập hợp con của cấu hình Chính, cấu hình Chính Ảnh tĩnh cho phép độ sâu 8 bit trên mỗi mẫu với lấy mẫu sắc độ 4: 2: 0.   Một so sánh hiệu suất khách quan đã được thực hiện vào tháng 4 năm 2012 trong đó HEVC đã giảm 56% tốc độ bit trung bình cho hình ảnh so với JPEG. Một so sánh hiệu suất dựa trên PSNR để nén ảnh tĩnh được thực hiện vào tháng 5 năm 2012 bằng cách sử dụng bộ mã hóa HEVC HM 6.0 và bộ mã hóa phần mềm tham chiếu cho các tiêu chuẩn khác. Đối với hình ảnh tĩnh, HEVC đã giảm 15,8% tốc độ bit trung bình so với H.264 / MPEG-4 AVC, 22,6% so với JPEG 2000, 30,0% so với JPEG XR, 31,0% so với WebP và 43,0% so với JPEG.
Một so sánh hiệu suất để nén ảnh tĩnh được thực hiện vào tháng 1 năm 2013 bằng cách sử dụng bộ mã hóa HEVC HM 8.0rc2, phiên bản Kakadu 6.0 cho JPEG 2000 và IJG phiên bản 6b cho JPEG. So sánh hiệu suất đã sử dụng PSNR cho đánh giá khách quan và giá trị điểm ý kiến trung bình (MOS) cho đánh giá chủ quan. Đánh giá chủ quan đã sử dụng phương pháp thử nghiệm và hình ảnh tương tự như các hình ảnh được sử dụng bởi ủy ban JPEG khi đánh giá JPEG XR. Đối với hình ảnh được lấy mẫu màu 4: 2: 0, tốc độ bit trung bình của HEVC giảm so với JPEG 2000 là 20,26% đối với PSNR và 30,96% đối với MOS trong khi so với JPEG là 61,63% đối với PSNR và 43,10% đối với MOS.
Một so sánh hiệu suất HEVC dựa trên PSNR để nén ảnh tĩnh đã được Nokia thực hiện vào tháng 4 năm 2013. HEVC có cải tiến hiệu suất lớn hơn cho hình ảnh có độ phân giải cao hơn hình ảnh có độ phân giải thấp hơn và cải thiện hiệu suất lớn hơn cho tốc độ bit thấp hơn tốc độ bit cao hơn. Để nén mất dữ liệu để có cùng PSNR như HEVC đã lấy trung bình 1,4 bit nhiều hơn với JPEG 2000, nhiều hơn 1,6 × bit với JPEG-XR và nhiều hơn 2,3 × bit với JPEG.
Một nghiên cứu về hiệu quả nén của HEVC, JPEG, JPEG XR và WebP đã được Mozilla thực hiện vào tháng 10 năm 2013. Nghiên cứu cho thấy HEVC có khả năng nén tốt hơn đáng kể so với các định dạng hình ảnh khác đã được thử nghiệm. Bốn phương pháp khác nhau để so sánh chất lượng hình ảnh đã được sử dụng trong nghiên cứu đó là Y-SSIM, RGB-SSIM, IW-SSIM và PSNR-HVS-M.

### Hồ sơ phiên bản 2
Phiên bản 2 của HEVC bổ sung 21 cấu hình tiện ích mở rộng phạm vi, hai cấu hình tiện ích mở rộng có thể mở rộng và một cấu hình nhiều chế độ xem: Đơn sắc, Đơn sắc 12, Đơn sắc 16, Chính 12, Chính 4: 2: 2 10, Chính 4: 2: 2 12, Chính 4: 4: 4, Main 4: 4: 4 10, Main 4: 4: 4 12, Intochrom 12 Intra, Monochrom 16 Intra, Main 12 Intra, Main 4: 2: 2 10 Intra, Main 4: 2: 2 12 Intra, Main 4: 4: 4 Intra, Main 4: 4: 4 10 Intra, Main 4: 4: 4 12 Intra, Main 4: 4: 4 16 Intra, Main 4: 4: 4 Ảnh tĩnh, Main 4: 4: 4 16 Ảnh tĩnh, Thông lượng cao 4: 4: 4 16 Intra, Chính có thể mở rộng, Chính 10 có thể mở rộng và Chính nhiều.  Tất cả các cấu hình mở rộng phạm vi khung có một cấu hình Intra.
Đơn sắc
Cấu hình đơn sắc cho phép độ sâu 8 bit trên mỗi mẫu với hỗ trợ lấy mẫu sắc độ 4: 0: 0.
Đơn sắc 12
Cấu hình Đơn sắc 12 cho phép độ sâu bit 8 bit đến 12 bit trên mỗi mẫu với hỗ trợ lấy mẫu sắc độ 4: 0: 0.
Đơn sắc 16
Cấu hình Đơn sắc 16 cho phép độ sâu bit 8 bit đến 16 bit trên mỗi mẫu với hỗ trợ lấy mẫu sắc độ 4: 0: 0. Bộ giải mã HEVC phù hợp với cấu hình Đơn sắc 16 phải có khả năng giải mã dòng bit được thực hiện với các cấu hình sau: Đơn sắc, Đơn sắc 12 và Đơn sắc 16.
Chính 12
Cấu hình Main 12 cho phép độ sâu bit từ 8 bit đến 12 bit trên mỗi mẫu với sự hỗ trợ cho lấy mẫu sắc độ 4: 0: 0 và 4: 2: 0. Bộ giải mã HEVC phù hợp với cấu hình Chính 12 phải có khả năng giải mã dòng bit được thực hiện với các cấu hình sau: Đơn sắc, Đơn sắc 12, Chính, Chính 10 và Chính 12.
Chính 4 | 2 | 2 10
Cấu hình chính 4: 2: 2 10 cho phép độ sâu bit 8 bit đến 10 bit trên mỗi mẫu với sự hỗ trợ cho lấy mẫu sắc độ 4: 0: 0, 4: 2: 0 và 4: 2: 2. Bộ giải mã HEVC phù hợp với cấu hình Chính 4: 2: 2 10 phải có khả năng giải mã dòng bit được thực hiện với các cấu hình sau: Đơn sắc, Chính, Chính 10 và Chính 4: 2: 2 10.
Chính 4 | 2 | 2 12
Cấu hình chính 4: 2: 2 12 cho phép độ sâu bit 8 bit đến 12 bit trên mỗi mẫu với sự hỗ trợ cho lấy mẫu sắc độ 4: 0: 0, 4: 2: 0 và 4: 2: 2. Bộ giải mã HEVC phù hợp với cấu hình Main 4: 2: 2 12 phải có khả năng giải mã dòng bit được thực hiện với các cấu hình sau: Đơn sắc, Đơn sắc 12, Chính, Chính 10, Chính 12, Chính 4: 2: 2 10 : 2: 2 12.
Chính 4 | 4 | 4
Cấu hình chính 4: 4: 4 cho phép độ sâu 8 bit trên mỗi mẫu với sự hỗ trợ cho lấy mẫu sắc độ 4: 0: 0, 4: 2: 0, 4: 2: 2 và 4: 4: 4. Bộ giải mã HEVC phù hợp với cấu hình Chính 4: 4: 4 phải có khả năng giải mã dòng bit được thực hiện với các cấu hình sau: Đơn sắc, Chính và Chính 4: 4: 4.
Chính 4 | 4 | 4 10
Cấu hình chính 4: 4: 4 10 cho phép độ sâu bit 8 bit đến 10 bit trên mỗi mẫu với sự hỗ trợ cho 4: 0: 0, 4: 2: 0, 4: 2: 2 và 4: 4: Lấy mẫu 4 sắc độ. Bộ giải mã HEVC phù hợp với cấu hình Chính 4: 4: 4 10 phải có khả năng giải mã dòng bit được thực hiện với các cấu hình sau: Đơn sắc, Chính, Chính 10, Chính 4: 2: 2 10, Chính 4: 4: 4 4: 4: 4 10.
Chính 4 | 4 | 4 12
Cấu hình chính 4: 4: 4 12 cho phép độ sâu bit 8 bit đến 12 bit trên mỗi mẫu với sự hỗ trợ cho 4: 0: 0, 4: 2: 0, 4: 2: 2 và 4: 4: Lấy mẫu 4 sắc độ. Bộ giải mã HEVC phù hợp với cấu hình Chính 4: 4: 4 12 phải có khả năng giải mã dòng bit được thực hiện với các cấu hình sau: Đơn sắc, Chính, Chính 10, Chính 12, Chính 4: 2: 2 10, Chính 4: 2: 2 12, Chính 4: 4: 4, Chính 4: 4: 4 10, Chính 4: 4: 4 12 và Đơn sắc 12.
Chính 4 | 4 | 4 16 Giới thiệu
Cấu hình Intra 4: 4: 4 16 cho phép độ sâu bit từ 8 bit đến 16 bit trên mỗi mẫu với sự hỗ trợ cho 4: 0: 0, 4: 2: 0, 4: 2: 2 và 4: 4 : 4 mẫu màu. Bộ giải mã HEVC phù hợp với Cấu hình chính 4: 4: 4 16 phải có khả năng giải mã dòng bit được thực hiện với các cấu hình sau: Đơn sắc Intra, Intochrom 12 Intra, Monochrom 16 Intra, Main Intra, Main 10 Intra 4: 2: 2 10 Intra, Main 4: 2: 2 12 Intra, Main 4: 4: 4 Intra, Main 4: 4: 4 10 Intra, và Main 4: 4: 4 12 Intra.
Thông lượng cao 4 | 4 | 4 16 Giới thiệu
Cấu hình Intra thông lượng cao 4: 4: 4 16 cho phép độ sâu bit từ 8 bit đến 16 bit trên mỗi mẫu với sự hỗ trợ cho 4: 0: 0, 4: 2: 0, 4: 2: 2 và 4: Lấy mẫu sắc độ 4: 4. Cấu hình Intra thông lượng cao 4: 4: 4 16 có HbrFactor cao hơn 12 lần so với các cấu hình HEVC khác cho phép nó có tốc độ bit tối đa cao hơn 12 lần so với cấu hình Intra 4: 4: 4 16.  Cấu hình Intra thông lượng cao 4: 4: 4 16 được thiết kế để tạo và giải mã nội dung chuyên nghiệp cao cấp cho cấu hình này không bắt buộc phải hỗ trợ cho các cấu hình khác.
Chính 4 | 4 | 4 Ảnh tĩnh
Cấu hình Ảnh chính 4: 4: 4 cho phép một ảnh tĩnh được mã hóa với các ràng buộc tương tự như cấu hình Chính 4: 4: 4. Là một tập hợp con của cấu hình Chính 4: 4: 4, cấu hình Chính 4: 4: 4 cho phép độ sâu 8 bit trên mỗi mẫu với sự hỗ trợ cho 4: 0: 0, 4: 2: 0, 4: Lấy mẫu sắc độ 2: 2 và 4: 4: 4.
Chính 4 | 4 | 4 16 Ảnh tĩnh
Cấu hình Ảnh chính 4: 4: 4 16 cho phép một ảnh tĩnh được mã hóa với các ràng buộc tương tự như cấu hình Nội bộ chính 4: 4: 4 16. Là một tập hợp con của Cấu hình chính 4: 4: 4 16 Cấu hình chính 4: 4: 4 16 Ảnh tĩnh cho phép độ sâu bit 8 bit đến 16 bit trên mỗi mẫu có hỗ trợ 4: 0: 0, 4: 2: 0, 4: 2: 2 và lấy mẫu sắc độ 4: 4: 4.
Chính có thể mở rộng
Cấu hình chính có thể mở rộng cho phép lớp cơ sở phù hợp với cấu hình chính của HEVC.
Có thể mở rộng chính 10
Cấu hình chính 10 có thể mở rộng cho phép lớp cơ sở phù hợp với cấu hình chính của HEVC.
Nhiều phần chính
Cấu hình chính của Multiview cho phép lớp cơ sở phù hợp với cấu hình chính của HEVC.

### Phiên bản 3 và hồ sơ cao hơn
Phiên bản 3 của HEVC đã thêm một cấu hình 3D: 3D Main. Bản dự thảo tháng 2 năm 2016 của tiện ích mở rộng mã hóa nội dung màn hình đã thêm bảy cấu hình tiện ích mở rộng mã hóa nội dung màn hình, ba cấu hình tiện ích mở rộng thông lượng cao và bốn cấu hình tiện ích mở rộng có thể mở rộng: Main-Extended Main, Screen-Extended Main 10, 4, Mở rộng màn hình chính 4: 4: 4 10, Thông lượng cao mở rộng màn hình 4: 4: 4, Thông lượng cao mở rộng màn hình 4: 4: 4 10, Thông lượng cao mở rộng màn hình 4: 4: 4 14, Thông lượng cao 4: 4: 4, Thông lượng cao 4: 4: 4 10, Thông lượng cao 4: 4: 4 14, Đơn sắc có thể mở rộng, Đơn sắc có thể mở rộng 12, Đơn sắc 16 có thể mở rộng và Chính có thể mở rộng 4: 4: 4. 
Chính 3D
Cấu hình chính 3D cho phép lớp cơ sở phù hợp với cấu hình chính của HEVC.
Màn hình chính mở rộng
Cấu hình chính mở rộng màn hình cho phép độ sâu 8 bit trên mỗi mẫu với sự hỗ trợ cho lấy mẫu sắc độ 4: 0: 0 và 4: 2: 0. Bộ giải mã HEVC phù hợp với cấu hình Chính mở rộng màn hình phải có khả năng giải mã dòng bit được tạo với các cấu hình sau: Đơn sắc, Chính và Chính mở rộng màn hình.
Màn hình chính mở rộng 10
Cấu hình Main 10 Extended-Extended cho phép độ sâu bit 8 bit đến 10 bit trên mỗi mẫu với hỗ trợ lấy mẫu sắc độ 4: 0: 0 và 4: 2: 0. Bộ giải mã HEVC phù hợp với cấu hình Main 10 Extended-Screen phải có khả năng giải mã dòng bit được thực hiện với các cấu hình sau: Đơn sắc, Chính, Chính 10, Chính mở rộng màn hình và Chính mở rộng màn hình 10.
Màn hình chính mở rộng 4 | 4 | 4
Cấu hình chính 4: 4: 4 được mở rộng màn hình cho phép độ sâu 8 bit trên mỗi mẫu với sự hỗ trợ cho sắc độ 4: 0: 0, 4: 2: 0, 4: 2: 2 và 4: 4: 4 lấy mẫu. Bộ giải mã HEVC phù hợp với cấu hình Chính 4: 4: 4 mở rộng màn hình phải có khả năng giải mã các luồng bit được thực hiện với các cấu hình sau: Đơn sắc, Chính, Chính 4: 4: 4, Chính mở rộng màn hình và Chính mở rộng màn hình : 4: 4.
Màn hình chính mở rộng 4 | 4 | 4 10
Cấu hình chính 4: 4: 4 10 được mở rộng màn hình cho phép độ sâu bit 8 bit đến 10 bit trên mỗi mẫu với sự hỗ trợ cho 4: 0: 0, 4: 2: 0, 4: 2: 2 và 4 : Lấy mẫu sắc độ 4: 4. Bộ giải mã HEVC phù hợp với cấu hình Chính mở rộng màn hình 4: 4: 4 10 phải có khả năng giải mã dòng bit được thực hiện với các cấu hình sau: Đơn sắc, Chính, Chính 10, Chính 4: 2: 2 10, Chính 4: 4: 4, Chính 4: 4: 4 10, Chính mở rộng màn hình, Chính 10 mở rộng màn hình, Chính mở rộng màn hình 4: 4: 4 và Chính mở rộng màn hình 4: 4: 4 10.
Màn hình thông lượng cao mở rộng 4 | 4 | 4
Cấu hình thông lượng cao mở rộng màn hình 4: 4: 4 cho phép độ sâu 8 bit trên mỗi mẫu với sự hỗ trợ cho 4: 0: 0, 4: 2: 0, 4: 2: 2 và 4: 4: 4 lấy mẫu sắc độ. Cấu hình thông lượng cao mở rộng màn hình 4: 4: 4 có HbrFactor cao hơn 6 lần so với hầu hết các cấu hình HEVC khung liên kết cho phép nó có tốc độ bit tối đa cao hơn 6 lần so với cấu hình Chính 4: 4: 4. Bộ giải mã HEVC phù hợp với cấu hình Thông lượng cao mở rộng màn hình 4: 4: 4 phải có khả năng giải mã dòng bit được thực hiện với các cấu hình sau: Đơn sắc, Chính, Chính 4: 4: 4, Chính mở rộng màn hình, Chính mở rộng màn hình 4 : 4: 4, Thông lượng cao mở rộng màn hình 4: 4: 4 và Thông lượng cao 4: 4: 4.
Màn hình thông lượng cao mở rộng 4 | 4 | 4 10
Cấu hình thông lượng cao mở rộng màn hình 4: 4: 4 10 cho phép độ sâu bit 8 bit đến 10 bit trên mỗi mẫu với sự hỗ trợ cho 4: 0: 0, 4: 2: 0, 4: 2: 2 và Lấy mẫu sắc độ 4: 4: 4. Cấu hình thông lượng cao mở rộng màn hình 4: 4: 4 10 có cấu hình HbrFactor cao hơn 6 lần so với hầu hết các cấu hình HEVC khung liên cho phép nó có tốc độ bit tối đa cao hơn 6 lần so với cấu hình Chính 4: 4: 4 10. Bộ giải mã HEVC phù hợp với cấu hình Thông lượng cao mở rộng màn hình 4: 4: 4 10 phải có khả năng giải mã dòng bit được thực hiện với các cấu hình sau: Đơn sắc, Chính, Chính 10, Chính 4: 2: 2 10, Chính 4: 4: 4, Chính 4: 4: 4 10, Chính mở rộng màn hình, Chính mở rộng màn hình 10, Chính mở rộng màn hình 4: 4: 4, Chính mở rộng màn hình 4: 4: 4 10, Thông lượng cao mở rộng màn hình 4: 4 : 4, Thông lượng cao mở rộng màn hình 4: 4: 4 10, Thông lượng cao 4: 4: 4 và Thông lượng cao 4: 4: 4.
Màn hình thông lượng cao mở rộng 4 | 4 | 4 14
Cấu hình thông lượng cao mở rộng màn hình 4: 4: 4 14 cho phép độ sâu bit 8 bit đến 14 bit trên mỗi mẫu với sự hỗ trợ cho 4: 0: 0, 4: 2: 0, 4: 2: 2 và Lấy mẫu sắc độ 4: 4: 4. Cấu hình thông lượng cao mở rộng màn hình 4: 4: 4 14 có HbrFactor cao hơn 6 lần so với hầu hết các cấu hình HEVC khung liên. Bộ giải mã HEVC phù hợp với cấu hình Thông lượng cao mở rộng màn hình 4: 4: 4 14 phải có khả năng giải mã dòng bit được thực hiện với các cấu hình sau: Đơn sắc, Chính, Chính 10, Chính 4: 2: 2 10, Chính 4: 4: 4, Chính 4: 4: 4 10, Chính mở rộng màn hình, Chính mở rộng màn hình 10, Chính mở rộng màn hình 4: 4: 4, Chính mở rộng màn hình 4: 4: 4 10, Thông lượng cao mở rộng màn hình 4: 4 : 4, Thông lượng cao mở rộng màn hình 4: 4: 4 10, Thông lượng cao mở rộng màn hình 4: 4: 4 14, Thông lượng cao 4: 4: 4, Thông lượng cao 4: 4: 4 10 và Thông lượng cao 4: 4 : 4 14.
Thông lượng cao 4 | 4 | 4
Cấu hình Thông lượng cao 4: 4: 4 cho phép độ sâu 8 bit trên mỗi mẫu với sự hỗ trợ cho lấy mẫu sắc độ 4: 0: 0, 4: 2: 0, 4: 2: 2 và 4: 4: 4. Cấu hình Thông lượng cao 4: 4: 4 có HbrFactor cao hơn 6 lần so với hầu hết các cấu hình HEVC khung liên cho phép nó có tốc độ bit tối đa cao hơn 6 lần so với cấu hình Chính 4: 4: 4. Bộ giải mã HEVC phù hợp với cấu hình Thông lượng cao 4: 4: 4 phải có khả năng giải mã dòng bit được thực hiện với các cấu hình sau: Thông lượng cao 4: 4: 4.
Thông lượng cao 4 | 4 | 4 10
Cấu hình thông lượng cao 4: 4: 4 10 cho phép độ sâu bit 8 bit đến 10 bit trên mỗi mẫu với sự hỗ trợ cho 4: 0: 0, 4: 2: 0, 4: 2: 2 và 4: 4 : 4 mẫu màu. Cấu hình thông lượng cao 4: 4: 4 10 có HbrFactor cao hơn 6 lần so với hầu hết các cấu hình HEVC khung liên cho phép nó có tốc độ bit tối đa cao hơn 6 lần so với cấu hình Chính 4: 4: 4 10. Bộ giải mã HEVC phù hợp với cấu hình Thông lượng cao 4: 4: 4 10 phải có khả năng giải mã dòng bit được thực hiện với các cấu hình sau: Thông lượng cao 4: 4: 4 và Thông lượng cao 4: 4: 4 10.
Thông lượng cao 4 | 4 | 4 14
Cấu hình thông lượng cao 4: 4: 4 14 cho phép độ sâu bit 8 bit đến 14 bit trên mỗi mẫu với sự hỗ trợ cho 4: 0: 0, 4: 2: 0, 4: 2: 2 và 4: 4 : 4 mẫu màu. Cấu hình thông lượng cao 4: 4: 4 14 có HbrFactor cao gấp 6 lần so với hầu hết các cấu hình HEVC khung liên. Bộ giải mã HEVC phù hợp với cấu hình Thông lượng cao 4: 4: 4 14 phải có khả năng giải mã dòng bit được thực hiện với các cấu hình sau: Thông lượng cao 4: 4: 4, Thông lượng cao 4: 4: 4 10 và Thông lượng cao 4: 4 : 4 14.
Đơn sắc có thể mở rộng
Cấu hình đơn sắc có thể mở rộng cho phép lớp cơ sở phù hợp với cấu hình đơn sắc của HEVC.
Đơn sắc 12
Cấu hình đơn sắc 12 có thể mở rộng cho phép lớp cơ sở phù hợp với cấu hình đơn sắc 12 của HEVC.
Đơn sắc 16
Cấu hình đơn sắc 16 có thể mở rộng cho phép lớp cơ sở phù hợp với cấu hình đơn sắc 16 của HEVC.
Có thể mở rộng Chính 4 | 4 | 4
Cấu hình chính 4: 4: 4 có thể mở rộng cho phép lớp cơ sở phù hợp với cấu hình chính 4: 4: 4 của HEVC.

## Bậc và cấp độ
Tiêu chuẩn HEVC xác định hai bậc, Chính và Cao, và mười ba cấp. Một cấp là một tập hợp các ràng buộc cho một dòng bit. Đối với các cấp dưới cấp 4, chỉ cho phép Cấp chính. Bậc chính là thấp hơn bậc cao. Các bậc được tạo ra để đối phó với các ứng dụng khác nhau về tốc độ bit tối đa của chúng. Bậc chính được thiết kế cho hầu hết các ứng dụng trong khi bậc Cao được thiết kế cho các ứng dụng rất khắt khe. Bộ giải mã phù hợp với một bậc / cấp nhất định được yêu cầu phải có khả năng giải mã tất cả các dòng bit được mã hóa cho bậc / cấp đó và cho tất cả các bậc / cấp thấp hơn. 
| Cấp độ | Tỷ lệ mẫu tối đa luma (mẫu / s) | Kích thước hình ảnh tối đa (mẫu) | Tốc độ bit tối đa cho Main và 10 hồ sơ chính (kbit / s) [A] | Tốc độ bit tối đa cho Main và 10 hồ sơ chính (kbit / s) [A] | Ví dụ độ phân giải hình ảnh @ tốc độ khung hình cao nhất [B] (Kích thước tối đa [C]) Thêm / ít ví dụ |
| Cấp độ | Tỷ lệ mẫu tối đa luma (mẫu / s) | Kích thước hình ảnh tối đa (mẫu) | Tầng chính                                                  | Tầng cao                                                    | Ví dụ độ phân giải hình ảnh @ tốc độ khung hình cao nhất [B] (Kích thước tối đa [C]) Thêm / ít ví dụ |
| ------ | ------------------------------- | -------------------------------- | ----------------------------------------------------------- | ----------------------------------------------------------- | --- |
| 1      | 552.960                         | 36.864                           | 128                                                         | -                                                           | 128x96@33.7 (6) 176x144@15.0 (6)                                                                     |
| 2      | 3.686.400                       | 122.880                          | 1.500                                                       | -                                                           | 176x144@100.0 (16) 352x288@30.0 (6)                                                                  |
| 2.1    | 7.372.800                       | 245.760                          | 3.000                                                       | -                                                           | 352x288@60.0 (12) 640x360@30.0 (6)                                                                   |
| 3      | 16.588.800                      | 552.960                          | 6.000                                                       | -                                                           | 640x360@67.5 (12) 720x576@37.5 (8) 960x540@30.0 (6)                                                  |
| 3,1    | 33.177.600                      | 983,040                          | 10.000                                                      | -                                                           | 720x576@75.0 (12) 960x540@60.0 (8) 1280x720@33.7 (6)                                                 |
| 4      | 66.846.720                      | 2.228.224                        | 12.000                                                      | 30.000                                                      | 1,280 × 720 @ 68.0 (12) 1.920 × 1.080 @ 32.0 (6) 2.048 × 1.080 @ 30.0 (6)                            |
| 4.1    | 133.693.440                     | 2.228.224                        | 20.000                                                      | 50.000                                                      | 1,280 × 720 @ 136.0 (12) 1.920 × 1.080 @ 64.0 (6) 2.048 × 1.080 @ 60.0 (6)                           |
| 5      | 267.386.880                     | 8,912,896                        | 25.000                                                      | 100.000                                                     | 1.920 × 1.080 @ 128.0 (16) 3,840 × 2.160 @ 32.0 (6) 4.096 × 2.160 @ 30.0 (6)                         |
| 5.1    | 534.773.760                     | 8,912,896                        | 40.000                                                      | 160.000                                                     | 1.920 × 1.080 @ 256.0 (16) 3,840 × 2.160 @ 64.0 (6) 4.096 × 2.160 @ 60.0 (6)                         |
| 5,2    | 1.069.547.520                   | 8,912,896                        | 60.000                                                      | 240.000                                                     | 1.920 × 1.080 @ 300.0 (16) 3,840 × 2.160 @ 128.0 (6) 4.096 × 2.160 @ 120.0 (6)                       |
| 6      | 1.069.547.520                   | 35.651.584                       | 60.000                                                      | 240.000                                                     | 3,840 × 2.160 @ 128.0 (16) 7.680 × 4.320 @ 32.0 (6) 8.192 × 4.320 @ 30.0 (6)                         |
| 6.1    | 2.139.095.040                   | 35.651.584                       | 120.000                                                     | 480.000                                                     | 3,840 × 2.160 @ 256.0 (16) 7.680 × 4.320 @ 64.0 (6) 8.192 × 4.320 @ 60.0 (6)                         |
| 6.2    | 4.278.190.080                   | 35.651.584                       | 240.000                                                     | 800.000                                                     | 3,840 × 2.160 @ 300.0 (16) 7.680 × 4.320 @ 128.0 (6) 8.192 × 4.320 @ 120.0 (6)                       |

A  Tốc độ bit tối đa của hồ sơ dựa trên sự kết hợp độ sâu bit, lấy mẫu màu và loại hồ sơ. Đối với độ sâu bit, tốc độ bit tối đa tăng 1,5 × đối với cấu hình 12 bit và 2 × đối với cấu hình 16 bit. Đối với lấy mẫu sắc độ, tốc độ bit tối đa tăng 1,5 × cho cấu hình 4: 2: 2 và 2 × cho cấu hình 4: 4: 4. Đối với cấu hình Intra, tốc độ bit tối đa tăng thêm 2 ×.
B  Tốc độ khung hình tối đa được HEVC hỗ trợ là 300 khung hình / giây.
C  MaxDpbSize là số lượng hình ảnh tối đa trong bộ đệm hình ảnh được giải mã.

### Bộ đệm hình ảnh được giải mã
Các hình ảnh được giải mã trước đó được lưu trữ trong bộ đệm hình ảnh được giải mã (DPB) và được sử dụng bởi các bộ mã hóa HEVC để tạo dự đoán cho các hình ảnh tiếp theo. Số lượng hình ảnh tối đa có thể được lưu trữ trong DPB, được gọi là dung lượng DPB, là 6 (bao gồm cả hình ảnh hiện tại) cho tất cả các mức HEVC khi hoạt động ở kích thước hình ảnh tối đa được hỗ trợ bởi cấp độ. Dung lượng DPB (tính theo đơn vị hình ảnh) tăng từ 6 đến 8, 12 hoặc 16 khi kích thước hình ảnh giảm từ kích thước hình ảnh tối đa được hỗ trợ bởi cấp độ. Bộ mã hóa chọn những hình ảnh cụ thể được giữ lại trong DPB trên cơ sở từng hình ảnh, do đó, bộ mã hóa có thể linh hoạt tự xác định cách tốt nhất để sử dụng dung lượng DPB khi mã hóa nội dung video.

## Hộp đựng
MPEG đã xuất bản một sửa đổi bổ sung hỗ trợ HEVC cho luồng truyền tải MPEG được sử dụng bởi ATSC, DVB và Đĩa Blu-ray; MPEG quyết định không cập nhật luồng chương trình MPEG được sử dụng bởi DVD-Video. MPEG cũng đã thêm hỗ trợ HEVC vào định dạng tệp phương tiện cơ sở ISO. HEVC cũng được hỗ trợ bởi tiêu chuẩn truyền tải MPEG. Hỗ trợ cho HEVC đã được thêm vào Matroska bắt đầu bằng việc phát hành MKVToolNix v6.8.0 sau khi bản vá từ DivX được hợp nhất. Một tài liệu dự thảo đã được đệ trình lên Lực lượng đặc nhiệm kỹ thuật Internet mô tả phương pháp để thêm hỗ trợ HEVC vào Giao thức vận chuyển thời gian thực.
Sử dụng mã hóa khung bên trong của HEVC, một định dạng được mã hóa bằng hình ảnh được gọi là Đồ họa di động tốt hơn (BPG) đã được lập trình viên Fabrice Bellard đề xuất. Nó thực chất là một trình bao bọc cho các hình ảnh được mã hóa bằng cấu hình Ảnh tĩnh 4: 4: 4 của HEVC với tối đa 14 bit cho mỗi mẫu, mặc dù nó sử dụng cú pháp tiêu đề viết tắt và thêm hỗ trợ rõ ràng cho các cấu hình Exif, ICC và siêu dữ liệu XMP.

## Điều khoản cấp phép bằng sáng chế
Điều khoản cấp phép và lệ phí cho bằng sáng chế HEVC, so với các đối thủ cạnh tranh chính của nó: 
| Video định dạng | Bên cấp phép                                                                                     | Codec Tiền bản quyền | Codec Miễn trừ bản quyền | Codec Cap hàng năm | Nội dung Phí phân phối |
| --------------- | ------------------------------------------------------------------------------------------------ | --- | --- | --- | --- |
| HEVC            | MPEG LA                                                                                          | ▪ US $ 0,20 mỗi đơn vị | Mỗi đơn vị 100 nghìn đầu tiên năm | ▪ 25 triệu USD | ▪ 0 đô la Mỹ |
| HEVC            | HEVC Nâng cao                                                                                    | Vùng 1: ▪ US $ 0,40 (di động) ▪ US $ 1,20 (TV 4K) ▪ US $ 0,20-0,80 (khác) Khu vực 2: ▪ US $ 0,20 (di động) ▪ US $ 0,60 (TV 4K) ▪ US $ 0,20-0,40 (khác) | ▪ US $ 25.000 mỗi năm ▪ Hầu hết các phần mềm HEVC thực hiện phân phối cho thiết bị tiêu dùng sau lần bán hàng đầu tiên                                                                                  | ▪ 40 triệu USD | ▪ 0 đô la Mỹ |
| HEVC            | Technolor                                                                                        | thỏa thuận phù hợp | thỏa thuận phù hợp | thỏa thuận phù hợp | ▪ US $ 0 |
| HEVC            | ▪ Được coi là tính phí bản quyền                                                                 | | | | |
| HEVC            |                                                                                                  | | | | |
| AVC             | MPEG LA                                                                                          | Codec cho người dùng cuối và OEM cho PC nhưng không phải là một phần của hệ điều hành PC: ▪ US $ 0,20: 100k + đơn vị / năm ▪ 0,10 đô la Mỹ: 5 triệu đơn vị / năm Nhãn hiệu OEM Codecs cho hệ điều hành PC: ▪ US $ 0,20: 100k + đơn vị / năm ▪ 0,10 đô la Mỹ: 5 triệu đơn vị / năm | Codec cho người dùng cuối và OEM cho PC nhưng không phải là một phần của hệ điều hành PC: Mỗi đơn vị 100 nghìn đầu tiên năm Nhãn hiệu OEM Codecs cho hệ điều hành PC: Mỗi đơn vị 100 nghìn đầu tiên năm | Codec cho người dùng cuối và OEM cho PC nhưng không phải là một phần của hệ điều hành PC: ▪ 9,75 triệu USD (cho giai đoạn 2017-20) Nhãn hiệu OEM Codecs cho hệ điều hành PC: ▪ 9,75 triệu USD (cho giai đoạn 2017-20) | Truyền hình miễn phí: ▪ $ 2,500 một lần cho mỗi bộ mã hóa truyền hoặc ▪ $ 2.500 $ 10.000 $ phí hàng năm Phát sóng trên Internet: ▪ 0 đô la Mỹ Mô hình thuê bao trả phí: ▪ 0 $ 0 / năm: 0 0k Người đăng ký 100k ▪ 0 $ 25.000 / năm: 100 nghìn người đăng ký 250k ▪ 0 $ 50.000 / năm: 250k Đăng ký 500k ▪ 0 $ 75.000 / năm: 500k... người đăng ký 1M ▪ $ 100.000 / năm: 1 triệu người đăng ký Được trả theo Mô hình Tiêu đề: ▪ 0 12 phút tối thiểu: không có tiền bản quyền ▪ 12+ phút: thấp hơn 2% hoặc 0,02 USD / tiêu đề Nội dung tối đa hàng năm liên quan ▪ 8.125 triệu USD |
| AVC             | colspan=4 style=" vertical-align: middle; text-align: center; " class="unknown table-unknown"\|? | | | | |
| AV1             | Liên minh cho Phương tiện mở                                                                     | colspan="2" data-sort-value="" style="background: var(--background-color-interactive, #ececec); color: var(--color-base, inherit); vertical-align: middle; text-align: center; " class="table-na" \| —                                                                            | ▪ 0 đô la Mỹ | | |
| Daala           | Mozilla & Xiph.org                                                                               | colspan="2" data-sort-value="" style="background: var(--background-color-interactive, #ececec); color: var(--color-base, inherit); vertical-align: middle; text-align: center; " class="table-na" \| —                                                                            | ▪ 0 đô la Mỹ | | |
| VP9             | Google                                                                                           | colspan="2" data-sort-value="" style="background: var(--background-color-interactive, #ececec); color: var(--color-base, inherit); vertical-align: middle; text-align: center; " class="table-na" \| —                                                                            | ▪ 0 đô la Mỹ | | |

Như với AVC tiền nhiệm, các nhà phân phối phần mềm triển khai HEVC trong các sản phẩm phải trả giá cho mỗi bản sao phân tán. † Trong khi mô hình cấp phép này là unproblematic cho phần mềm trả tiền, nó là một trở ngại đối với hầu hết phần mềm tự do nguồn mở, mà có nghĩa là để được tự do phân phối. Theo ý kiến của MulticoreWare, nhà phát triển x265, cho phép các bộ mã hóa và giải mã phần mềm miễn phí bản quyền có lợi cho việc tăng tốc áp dụng HEVC. HEVC Advance đã đưa ra một ngoại lệ cụ thể từ bỏ tiền bản quyền đối với việc triển khai chỉ bằng phần mềm (cả bộ giải mã và bộ mã hóa) khi không đi kèm với phần cứng. Tuy nhiên, phần mềm được miễn trừ không có nghĩa vụ cấp phép của các chủ sở hữu bằng sáng chế khác (ví dụ: Technolor và các thành viên của nhóm MPEG LA). Danh sách các bằng sáng chế dài 145 trang.
Mặc dù trở ngại đối với phần mềm miễn phí không phải là vấn đề đáng lo ngại đối với các mạng phát sóng TV, nhưng vấn đề này, kết hợp với triển vọng khóa tập thể trong tương lai, khiến một số tổ chức như Mozilla (xem OpenH264) và Tổ chức Phần mềm Tự do Châu Âu  cảnh giác với các định dạng mang bản quyền cho việc sử dụng internet. Các định dạng cạnh tranh dành cho sử dụng internet (VP9 và AV1 sắp tới) nhằm tránh xa những lo ngại này bằng cách miễn phí bản quyền (miễn là không có khiếu nại về quyền sáng chế của bên thứ ba).
^† : Bất kể phần mềm được cấp phép từ các tác giả phần mềm như thế nào (xem cấp phép phần mềm), nếu phần mềm được cấp bằng sáng chế, việc sử dụng phần mềm vẫn bị ràng buộc bởi quyền của chủ sở hữu bằng sáng chế trừ khi việc sử dụng bằng sáng chế được cấp phép.

## Mã hóa video đa năng
Vào tháng 10 năm 2015, MPEG và VCEG đã thành lập Nhóm Khám phá Video Chung (JVET)  để đánh giá các công nghệ nén có sẵn và nghiên cứu các yêu cầu cho một tiêu chuẩn nén video thế hệ tiếp theo. Thuật toán mới sẽ có tốc độ nén tốt hơn 30-50% cho cùng chất lượng cảm nhận, với sự hỗ trợ cho việc nén không mất dữ liệu và chủ quan. Nó cũng hỗ trợ YCbCr 4: 4: 4, 4: 2: 2 và 4: 2: 0 với 10 đến 16 bit cho mỗi thành phần, gam màu rộng BT.2100 và dải động cao (HDR) hơn 16 điểm dừng (với độ sáng cực đại 1000, 4000 và 10000 nits), các kênh phụ (cho độ sâu, độ trong suốt, v.v.), tốc độ khung hình thay đổi và phân đoạn từ 0 đến 120   Hz, mã hóa video có thể mở rộng cho thời gian (tốc độ khung hình), không gian (độ phân giải), SNR, gam màu và sự khác biệt về dải động, mã hóa âm thanh nổi / đa âm, định dạng toàn cảnh và mã hóa hình ảnh tĩnh. Độ phức tạp mã hóa gấp 10 lần so với HEVC dự kiến. JVET đã ban hành "Lời đề nghị" cuối cùng vào tháng 10 năm 2017, với bản dự thảo hoạt động đầu tiên của tiêu chuẩn Mã hóa video đa năng được phát hành vào tháng 4 năm 2018; tiêu chuẩn cuối cùng sẽ được phê duyệt trước cuối năm 2020.